# Deutsch-sowjetischer Nichtangriffspakt

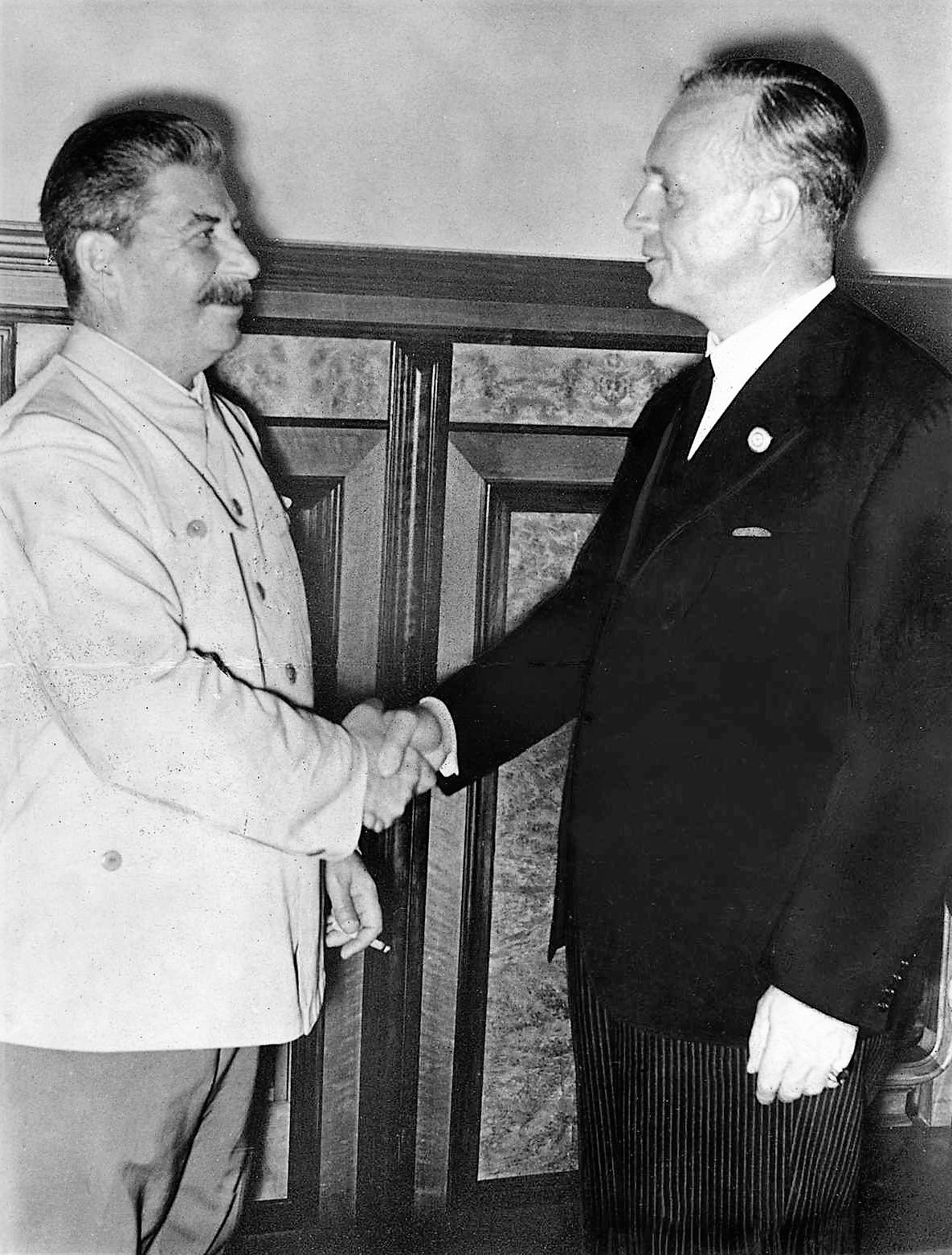
Moskau, 24. August 1939: Handschlag Stalins und Ribbentrops nach der Unterzeichnung des Nichtangriffspakts

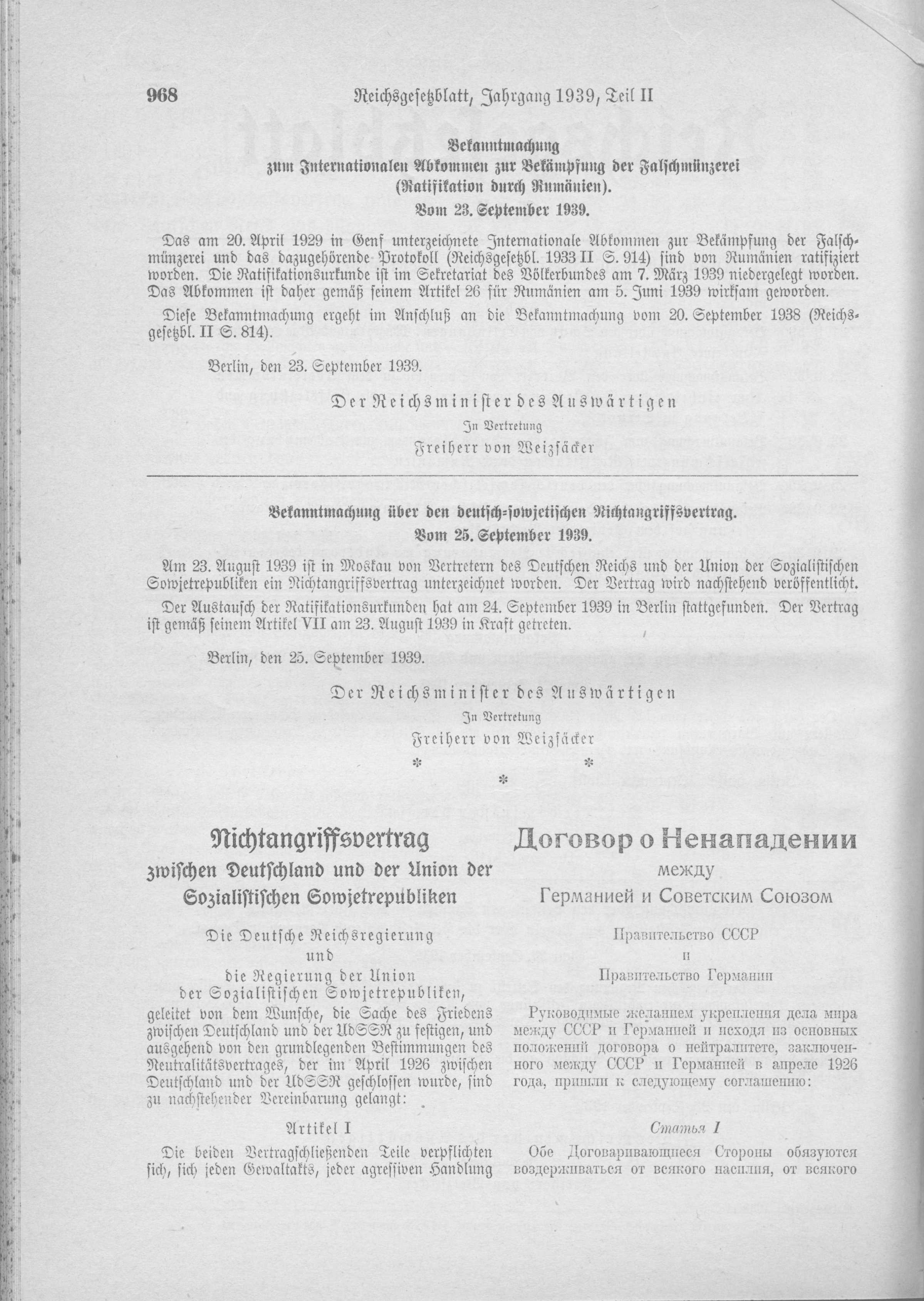
Bekanntmachung über den deutsch-sowjetischen Nichtangriffsvertrag vom 25. September 1939 im Reichsgesetzblatt

Der deutsch-sowjetische Nichtangriffspakt (vollständige Bezeichnung: Nichtangriffsvertrag zwischen Deutschland und der Union der Sozialistischen Sowjetrepubliken) oder nach den Unterzeichnern Molotow-Ribbentrop-Pakt genannt, auch als Hitler-Stalin-Pakt bekannt, war ein Vertrag zwischen dem Deutschen Reich und der Sowjetunion, der am 24. August 1939 (mit Datum vom 23. August 1939) in Moskau vom Reichsaußenminister Joachim von Ribbentrop und dem sowjetischen Volkskommissar für Auswärtige Angelegenheiten Wjatscheslaw Molotow in Anwesenheit Josef Stalins (als KPdSU-Generalsekretär de facto Führer der Sowjetunion) und des deutschen Botschafters Friedrich-Werner Graf von der Schulenburg unterzeichnet und publiziert wurde. Der Pakt garantierte dem Deutschen Reich die sowjetische Neutralität für den vorbereiteten Angriff auf Polen und den Fall eines möglichen Kriegseintritts der Westmächte.
Ein geheimes Zusatzprotokoll „für den Fall einer territorial-politischen Umgestaltung“ rechnete den größten Teil Polens sowie Litauen der deutschen Interessensphäre zu, Ostpolen, Finnland, Estland, Lettland und Bessarabien der sowjetischen.
Nachdem die Wehrmacht beim Überfall auf Polen die westpolnischen Gebiete und die Rote Armee daraufhin Ostpolen militärisch besetzt hatten, wurde mit dem Deutsch-Sowjetischen Grenz- und Freundschaftsvertrag vom 28. September 1939 eine engere Zusammenarbeit der beiden Staaten vereinbart und die Interessengebiete den neuen Verhältnissen angepasst. Neben einer Bekräftigung der wirtschaftlichen Zusammenarbeit präzisierten begleitende, teils geheime Abkommen die Aufteilung Polens, schlugen die baltischen Staaten, diesmal mit Litauen, der Sowjetunion zu und legten die Überführung der deutschen, ukrainischen und weißrussischen Minderheiten aus den betroffenen Gebieten in den eigenen Machtbereich fest.
Mit dem Überfall auf die Sowjetunion am 22. Juni 1941 brach das Deutsche Reich diese beiden Verträge.

## Bezeichnung
Die Bezeichnungen für den Vertrag variieren nach Zeit, Region, Intention und Kontext:
Deutsch-Sowjetischer Nichtangriffsvertrag ist die offizielle Bezeichnung durch die Signatarstaaten und ist im Bereich der Diplomatie des Zweiten Weltkrieges vorherrschend. In den Zeiten des Kalten Krieges war sie regional im sowjetischen und mittelosteuropäischen Raum gebräuchlich, und Kritiker bemängelten, diese Benennung impliziere einen friedlichen, nichtaggressiven Nichtangriffspakt mit der Leugnung des geheimen Zusatzprotokolls.
Molotow-Ribbentrop-Pakt entwickelte sich in den Kreisen russischer und ostmitteleuropäischer Dissidenten und Emigranten und entwickelte sich im Kalten Krieg zu einem Kampfbegriff gegen das kommunistische System und die Sowjetunion, um den Vertrag und sein geheimes Zusatzprotokoll zu veröffentlichen und offen die Motive zum Abschluss des Vertrages zu diskutieren. Dabei wurden weder die diktatorischen Systeme noch die Diktatoren der Signatarstaaten benannt.
Hitler-Stalin-Pakt und Nazi-Soviet-Pact sind in der westdeutschen und englischsprachigen Publizistik entstanden. Diese Begriffe heben den diktatorischen und totalitären Charakter der unterzeichnenden Mächte hervor, wobei Hitler-Stalin-Pakt nicht die Systeme, sondern die Personen der Diktatoren betont.

## Vorgeschichte

### Münchner Abkommen
Beim Münchner Abkommen vom 29. September 1938 hatten Frankreich und das Vereinigte Königreich mit dem Deutschen Reich die Sowjetunion vom Verhandlungstisch ferngehalten, so dass die außenpolitischen Möglichkeiten der Sowjetunion zur Abwehr der nationalsozialistischen Aggressionspläne nur geringe Spielräume ließen. Einer davon war eine taktische Vereinbarung mit dem feindlich eingestellten Deutschland.

### Entwicklung nach dem Münchner Abkommen
Adolf Hitler hatte mehrfach versucht, Polen und Rumänien aus ihrer Bindung an Frankreich zu lösen und in eine gemeinsame offensive Frontstellung gegen die Sowjetunion zu bringen. Trotz des deutsch-polnischen Nichtangriffspakts von 1934 und der deutsch-rumänischen Annäherung 1936 scheiterte diese Politik. Polen lehnte im Oktober 1938 Hitlers Vorschlag einer gemeinsamen Ostexpansion ab, bei der es große Teile der Ukraine erhalten sollte. Damit lag für Hitler eine Lösung nahe, Ostmitteleuropa unter Ausschaltung der Westmächte gewaltsam in eine deutsche und eine sowjetische Interessensphäre aufzuteilen. Am 28. April 1939 wurde der deutsch-polnische Nichtangriffspakt einseitig von Deutschland aufgekündigt.
Als Deutschland am 15. März 1939 die sogenannte Rest-Tschechei besetzte, wurde offenkundig, dass die anglo-französische Appeasement-Politik gescheitert war. Hitler hatte den Westmächten als Schwäche ausgelegt, dass sie seinen Revisionismus gegenüber dem Friedensvertrag von Versailles geduldet hatten, nicht als Versuch, Deutschland friedlich in die europäische Staatengemeinschaft einzugliedern. In Großbritannien forderten die oppositionellen Kräfte innerhalb der regierenden konservativen Partei unter Führung Winston Churchills das Ende aller Zugeständnisse gegenüber Deutschland. Auch Premierminister Neville Chamberlain sah in diesem gewaltsamen Bruch des Münchner Abkommens von 1938 eine Gefährdung der Machtbalance, auf der Großbritanniens Weltstellung beruhte. Die britisch-französische Garantieerklärung für die Unabhängigkeit Polens vom 31. März 1939 signalisierte, dass Großbritannien und Frankreich ein unabhängiges Polen als vitales eigenes Interesse betrachteten. Da sich ab März 1939 die Einsicht verstärkte, dass ohne die Sowjetunion in Europa keine wirksame Position gegen Hitler aufgebaut werden konnte, wurde die Sowjetunion, die 1938 beim Münchner Abkommen noch als Paria außen vor gehalten worden war, nun diplomatisch aufgewertet und in den Kreis der Mächte aufgenommen, die das Schicksal Ostmitteleuropas bestimmten.
Britische wie französische Eliten hassten und fürchteten zwar die Sowjetunion, aber manche Pragmatiker, darunter etwa auch Churchill und David Lloyd George, sahen im nationalsozialistischen Deutschland die größere Gefahr und hielten ein Bündnis mit Moskau gegen den gemeinsamen Feind für notwendig, während Premierminister Neville Chamberlain und andere Konservative sich dagegen sträubten. Auch der französische Premierminister Édouard Daladier und sein Außenminister Georges Bonnet waren antikommunistisch gesinnt und skeptisch gegenüber einer möglichen Allianz mit der Sowjetunion. Die Furcht, dass die Welt nach einem Krieg in Europa unabhängig von dessen Ausgang an den Kommunismus fallen würde, hatte schließlich ihre bisherige Appeasement-Politik motiviert. Aber nun sahen sich die Franzosen durch ihren Nachbarn Deutschland stärker bedroht als die Briten in ihrer Insellage. Die öffentliche Meinung in Großbritannien und Frankreich, ausgenommen die französische Rechtspresse, befürwortete eine Allianz mit der Sowjetunion.

### Verhandlungen zwischen den Westmächten und der Sowjetunion über eine Allianz

#### Vorschläge für eine Dreierallianz
Nachdem Gerüchte aufgekommen waren, dass Hitler sich nach der Tschechoslowakei Rumänien zuwenden würde, sondierte Großbritannien am 18. März 1939 die sowjetische Haltung. Moskau schlug eine diplomatische Konferenz mit Großbritannien, Frankreich, Polen und Rumänien vor. Trotz eines positiven Austausches bezweifelte der sowjetische Außenminister Maxim Litwinow, dass die Westmächte sich tatsächlich von ihrer Appeasement-Politik abwendeten. Aus seiner Sicht wollte Chamberlain die Möglichkeit einer Kooperation mit der Sowjetunion dazu nutzen, Hitler und Mussolini unter Druck zu setzen, nachdem Hitlers Expansionsdrang durch die Münchner Konferenz bereits nach Osten gelenkt worden war. Die Sowjets bezweifelten, dass die Briten Polen oder Rumänien bei einem deutschen Angriff schützen könnten und waren verärgert, dass die Briten eine geplante gemeinsame Erklärung stillschweigend zugunsten der britisch-französischen Garantieerklärung fallen ließen. Ebenso wenig glaubten die Sowjets, dass die Franzosen von ihrer Münchner Linie abweichen würden. Litwinow glaubte vielmehr, es sei am besten, die weiteren Entwicklungen abzuwarten.
Die Unterzeichnung des deutsch-rumänischen Wirtschaftsabkommens am 23. März 1939 alarmierte die Sowjetunion, dass sich eine deutsche Kontrolle Rumäniens anbahnen könnte. Für Beruhigung sorgte erst eine britische Garantieerklärung für Rumänien und Griechenland am 13. April. Zwei Tage später fragte der britische Botschafter in Moskau, William Seeds, an, ob Moskau zu einer ähnlichen Erklärung für Polen und Rumänien bereit wäre. Am 17. April übermittelte Litwinow Seeds einen mit Stalin abgestimmten 8-Punkte-Plan für eine Dreierallianz, der neben gegenseitigen Verpflichtungen letztlich eine militärische Allianz vorsah. Frankreich lehnte den sowjetischen Vorschlag als zu weitgehend und komplex ab, während die Briten schwiegen.
Am 3. Mai 1939 ersetzte Stalin überraschend Litwinow als Außenminister durch Wjatscheslaw Michailowitsch Molotow. Dieser Schritt wird unterschiedlich interpretiert. Viele Historiker sehen darin ein Signal Stalins an Hitler. Litwinow hatte für eine Außenpolitik der „kollektiven Sicherheit“ gestanden, also die Integration der UdSSR in das internationale System durch multilaterale Verträge. Molotow hingegen galt als sowjetischer Nationalist mit pro-deutscher Neigung. Seine Ernennung habe Deutschland signalisiert, dass Litwinows Außenpolitik Vergangenheit sei und damit die Verständigung mit Deutschland eingeleitet. Sergej Slutsch sieht in der Absetzung des Juden Litwinow ein Signal des Entgegenkommens an den Antisemiten Hitler. Für Bianka Pietrow-Ennker machte Stalin Litwinow persönlich für das Scheitern der kollektiven Sicherheitspolitik verantwortlich, das durch das Münchner Abkommen offenbar wurde. Jonathan Haslam zufolge hatte das Verhalten der Briten nur zu deutlich gemacht, dass die Westmächte die Sowjetunion mit Litwinow als Außenminister nicht als ebenbürtigen Partner mit anderen Bündnisoptionen ansehen würden. Damit wäre Litwinows Entlassung ein Signal an die Westmächte gewesen. Geoffrey Roberts hält es für möglich, dass Molotow ernannt wurde, um die Politik einer Dreier-Allianz energischer zu verfolgen, da Litwinow den Westmächten bekanntermaßen misstraute. Albert Resis weist darauf hin, dass Litwinow gegen Stalins Realpolitik gehandelt habe, als er eine Übereinkunft mit den Westmächten vorschlug, um Deutschland aufzuhalten. Dabei sei er den Westmächten aus stalinistischer Perspektive zu sehr entgegen gekommen und habe zugleich ein Bündnis mit Deutschland ausgeschlossen.

#### Verhandlungen über ein Militärbündnis
Die Westmächte glaubten, dass ein Krieg vermieden werden könnte und die Sowjetunion militärisch nach den Großen Säuberungen geschwächt sei. Die Sowjetunion fürchtete andrerseits eine kapitalistische Einkreisung, hielt einen Krieg für unvermeidlich und wenig von der polnischen Armee. Sie forderte militärische Unterstützung, wenn von ihr in einem möglichen Krieg erwartet würde, eine zweite Front gegen Deutschland zu eröffnen. In den Verhandlungen ging es deshalb um die Absicherung eines Militärbündnisses und die Kooperation der osteuropäischen Verbündeten der Westmächte. Über den Frühsommer 1939 kamen die Westmächte den sowjetischen Forderungen sukzessive entgegen. Als Knackpunkt erwies sich die Frage nach einer gemeinsamen Garantie für die baltischen Staaten durch die Westmächte und die Sowjetunion. Letzterer erschien dies unverzichtbar, nachdem Estland und Litauen Anfang Juni Nichtangriffspakte mit Deutschland geschlossen hatten (Deutsch-Estnischer Nichtangriffspakt, Deutsch-Litauischer-Nichtangriffspakt). Eine Militärmission des deutschen Generalstabschefs Franz Halder nach Estland und Finnland Ende Juni 1939 sorgte für zusätzliche Beunruhigung auf sowjetischer Seite. Die Tendenz dieser Länder, sich an Deutschland anzulehnen, nährte aus Moskauer Sicht die Furcht, die baltischen Staaten und Finnland könnten in ein Aufmarschgebiet Deutschlands umgewandelt werden. Die Vorschläge der Westmächte waren hingegen bewusst vage gehalten, da man insbesondere in Großbritannien nicht bereit war, zur Abschreckung einer deutschen Ostexpansion eine sowjetische Hegemonie im Baltikum zu riskieren.
Am 1. Juli stimmten die britischen und französischen Unterhändler zu, die baltischen Staaten in ein geheimes Zusatzprotokoll aufzunehmen. Der sowjetische Entwurf vom 3. Juli 1939 führte den Begriff der „indirekten Aggression“ gegen einen der garantierten Staaten ein. Damit bezog sich Molotow auf den Präzedenzfall Tschechoslowakei, einen Staatsstreich oder einen von einem Aggressor erzwungenen politischen Kurswechsel. Die Briten waren entnervt ob der sowjetischen Verhandlungsführung und trauten der Sowjetunion ohne Weiteres zu, bei diesem Punkt auf ihren Vorteil bedacht zu sein. Sie fürchteten, die Sowjetunion dadurch in die Lage zu versetzen, die baltische Unabhängigkeit zu bedrohen. Die Franzosen waren in diesem Verhandlungspunkt kompromissbereiter. Die britischen und französischen Unterhändler stimmten der sowjetischen Forderung zwar im Prinzip zu, wollten aber die Definition auf gewaltsame Aktionen beschränken, durch die Neutralität und Unabhängigkeit der betroffenen Staaten aufgehoben würden. Insbesondere die Briten wollten in diesem Punkt hart bleiben. Bei dem Treffen am 17. Juli erhob Molotow die Forderung, das politische gleichzeitig mit einem militärischen Abkommen abzuschließen. Am 23. Juli erklärte er, die Frage der „indirekten Aggression“ für nachrangig und lösbar, wenn erst eine militärische Einigung erzielt wäre. Zwei Tage später stimmten Briten und Franzosen zu, Verhandlungsdelegationen nach Moskau zu schicken.
Die Verhandlungen begannen am 12. August 1939 mit Verzögerung, weil die britisch-französische Delegation unter Admiral Reginald Drax und General Aimé Doumenc per Handelsschiff statt per Flugzeug oder Eisenbahn nach Moskau gereist war. Das Militärabkommen scheiterte an der Frage, ob die Rote Armee im Fall einer deutschen Aggression durch Polen und Rumänien marschieren dürfe. Der sowjetische Verhandlungsführer, Verteidigungsminister Woroschilow, hatte dieses Problem am 14. August aufgeworfen. Während die Delegation der Westmächte meinte, die Sowjetunion sollte die beiden betroffenen Länder fragen, forderte die Sowjetunion die Westmächte auf, für eine entsprechende Zusage ihrer Verbündeten zu sorgen. Zumal die britisch-französischen Emissäre keine Vollmachten besaßen, völkerrechtlich bindende Verträge abzuschließen und auch nicht für die polnische Regierung sprechen konnten, gerieten die Verhandlungen am 17. August in eine Sackgasse. In Erinnerung an den Polnisch-Sowjetischen Krieg von 1920 wollte die Regierung in Warschau keine Durchmarschrechte gewähren. Die französische Regierung ließ Botschafter Léon Noël mit höchster Dringlichkeit in Warschau nachfragen, doch Außenminister Józef Beck lehnte jedes Entgegenkommen ab. In Polen wie den baltischen Staaten fürchtete man, dass, wären die sowjetischen Truppen einmal im Land, man sie nie wieder loswerden würde. Außerdem hielt man in Polen eine Verständigung zwischen Sowjets und Deutschen für ausgeschlossen. Die Sowjetunion werde nie eine gemeinsame Grenze mit Deutschland akzeptieren. Da Briten und Franzosen am 21. August demnach keine Zusagen machen konnten, wurden die Verhandlungen auf unbestimmte Zeit vertagt und nach dem Abschluss des deutsch-sowjetischen Nichtangriffspaktes hinfällig.

### Deutsch-sowjetische Verhandlungen

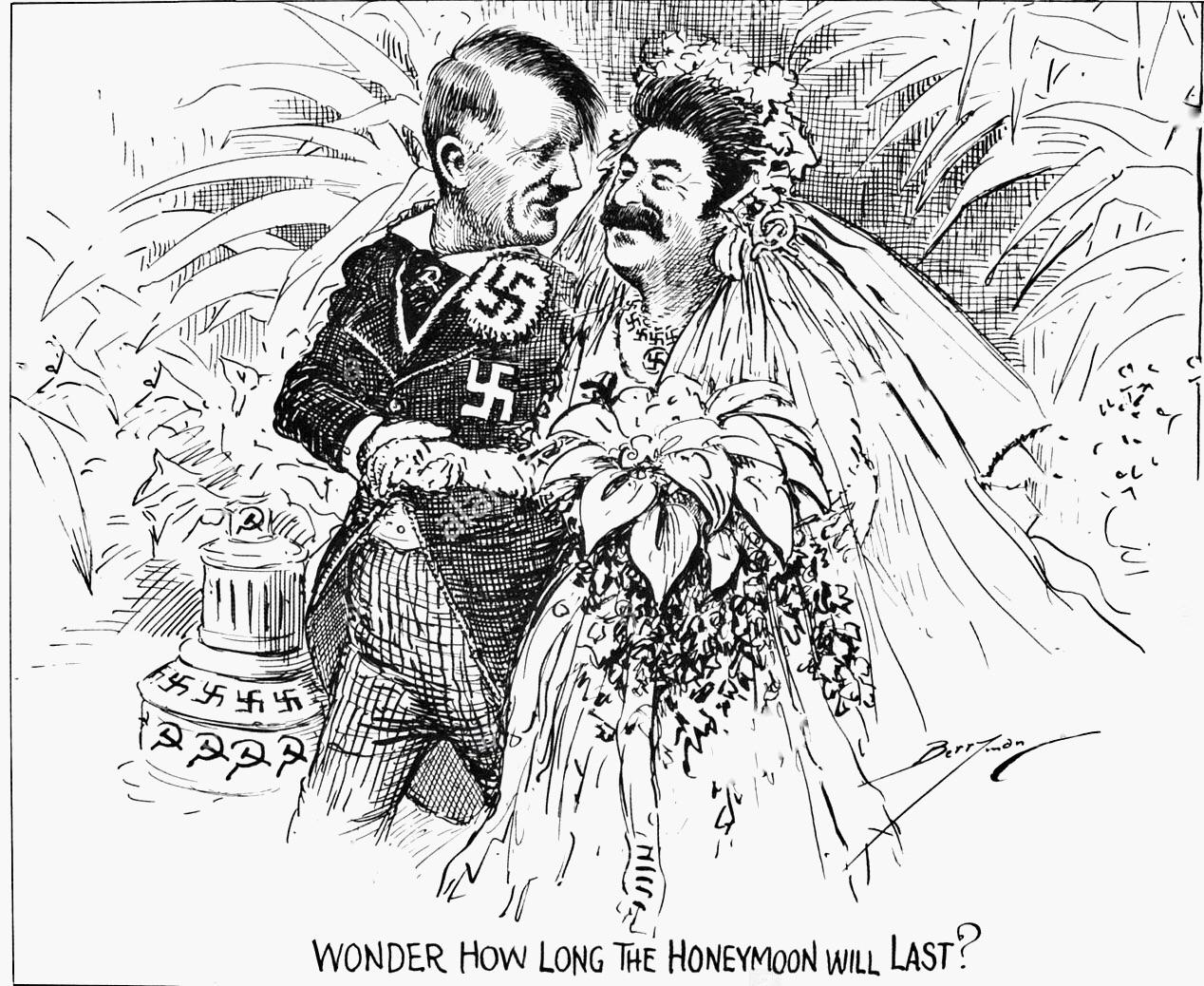
Zeitgenössische Karikatur von Clifford Berryman, The Washington Star, 1939

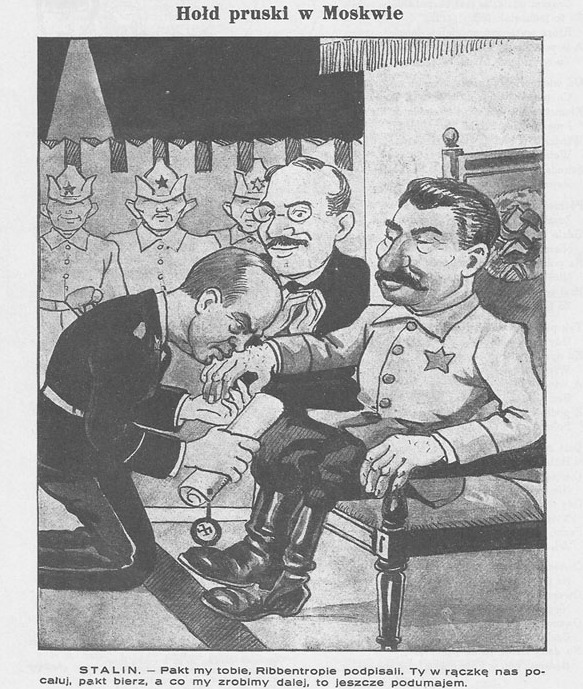
Zeitgenössische polnische Karikatur im Mucha, Warschau, 8. September 1939. Die Überschrift lautet: „Die preußische Huldigung in Moskau“. Stalin sagt: „Den Pakt haben wir Dir, Ribbentrop, unterzeichnet. So küsse uns die Hand, nimm den Pakt, und was wir weiter machen, überlegen wir uns noch.“

Nach dem Abschluss des Münchner Abkommens war Stalin zunächst auf deutsche Vorschläge zur Wiederbelebung der Kredit- und Handelsbeziehungen eingegangen. Durch seinen Verzicht auf die Karpatho-Ukraine und seine zurückhaltende Reichstagsrede vom 30. Januar 1939 hatte Hitler seinerseits Entgegenkommen signalisiert. Auf einer Rede zum XVIII. Parteitag der WKP (B) am 10. März 1939 distanzierte sich Stalin öffentlich von der angeblichen britischen Kriegsplanung. Ob er mit dieser Rede auch ein Signal an Hitler senden wollte, ist in der Forschung umstritten.
Nach der deutschen „Zerschlagung der Rest-Tschechei“ konzentrierte sich die Sowjetunion auf die Sicherheit des östlichen Ostseegebiets. Weder die westlichen Regierungschefs noch die Regierungen der baltischen Staaten oder Finnlands gaben dabei dem sowjetischen Drängen nach einer Militärkonvention nach, die sowjetischen Truppen Durchmarschrechte durch Polen und Rumänien sowie Stützpunkte an der Ostsee sichern sollte. In der Zwischenzeit lehnte es die Sowjetunion im Gespräch mit der deutschen Seite ab, die eine gegen die andere Seite auszuspielen, während Deutschland immer neue Angebote an die Sowjetregierung herantrug, wie sie ihre Interessen wahren könnte. Im Grunde waren jedoch die sowjetischen Interessen an einem deutschen Nichtangriffsversprechen, an beidseitigen Garantieerklärungen für die baltischen Staaten und an einer deutschen Verzichtserklärung auf die ostpolnischen Gebiete einerseits und Hitlers Interesse an einem Abkommen zur bedingungslosen Neutralität der UdSSR andererseits, das er für seine Kriegspläne brauchte, zu unterschiedlich. Im Juli 1939 sah es indes so aus, als ob sich Großbritannien auf Ausgleichsverhandlungen mit Deutschland einlassen wollte, während der Japanisch-Sowjetische Grenzkonflikt eskalierte. Deutschland hatte zudem die Kontakte mit sowjetischen Randstaaten verbessert und Nichtangriffspakte mit Estland, Lettland und Litauen abgeschlossen. Bewegung kam schließlich in die Gespräche, als die Regierungen Frankreichs und Großbritanniens eine Anfrage der Sowjetunion bezüglich der Militärkonvention am 14. August 1939 unbeantwortet ließen. Am 15. August ging Molotow im Gespräch mit Botschafter Friedrich-Werner Graf von der Schulenburg erstmals auf die deutschen Vorschläge ein. Die entscheidenden Kontakte zwischen der deutschen und der sowjetischen Regierung fanden dabei wohl nach dem Abschluss eines politischen Abkommens zwischen der Sowjetunion und den Westmächten am 24. Juli und vor der Aufnahme der Verhandlungen um ein militärisches Beistandsabkommen am 12. August statt. Die Initiative ging dabei von deutscher Seite aus, da der Operationsplan für den „Fall Weiß“ sie unter Zeitdruck setzte.
Am 15. August verlas Schulenburg eine Erklärung Ribbentrops vom Vortag, dass Deutschland gegenüber der UdSSR auf Gewalt verzichten, Territorialfragen regeln und gegenseitige „Lebensräume“ anerkennen würde. Darauf teilte am 17. August Molotow mit, die Sowjetunion wünsche den „Abschluß eines Nichtangriffspaktes oder die Bestätigung des Neutralitäts-Pakts von 1926“ mit einem speziellen Protokoll über die Interessen der vertragschließenden Parteien als Teil des Vertrags. Nach Gesprächen über Details überbrachte Botschafter Schulenburg Außenminister Molotow am 17. August eine Note, in der die Deutschen ihre Bereitschaft zum Nichtangriffspakt schriftlich zum Ausdruck brachten, dem ein vertrauliches Sonderprotokoll bezüglich der Interessensphären beigelegt werden solle. In Anlehnung an die mündlichen Vereinbarungen Molotows und Schulenburgs fertigte Friedrich Gaus, der Leiter der Rechtsabteilung im Auswärtigen Amt, den Text des späteren Vertragswerkes an, den Ribbentrop am 23. August 1939 mit nach Moskau brachte.
Zunächst wurde in Berlin am 19. August der bereits seit Monaten vorverhandelte Deutsch-Sowjetische Wirtschaftsvertrag über sowjetische Rohstofflieferungen für das Deutsche Reich abgeschlossen. In diesem räumte das Reich der Sowjetunion einen Kreditrahmen von 200 Millionen Reichsmark (sieben Jahre Laufzeit) im Gegenzug für Rohstofflieferungen in der Höhe von 180 Millionen Reichsmark (innerhalb von zwei Jahren) ein.
Am selben Tag noch teilte Molotow Berlin mit, die sowjetische Regierung sei nun bereit, Außenminister Ribbentrop am 26. und 27. August zur Ratifizierung eines Nichtangriffspaktes zu empfangen. Am 20. August schickte Hitler ein Telegramm an Stalin, in dem er eine „unerträglich“ gewordene „Spannung zwischen Deutschland und Polen“ konstatierte, aufgrund der „jeden Tag eine Krise ausbrechen kann“. Damit offenbarte er seine Kriegsbereitschaft und den selbstgesetzten Zeitdruck. Stalin kam zu dem Schluss, dass ein Vertrag mit dem Deutschen Reich vorteilhafter werden würde als ein Vertrag mit den Westmächten. In dem Telegramm vom 21. August schrieb er indirekt antwortend, dass der Abschluss eines Nichtangriffsvertrags die „Grundlage für die Liquidierung der politischen Spannung“ schaffe. Am 21. August überbrachte Schulenburg Molotow eine Eilbotschaft Hitlers an Stalin, Ribbentrop könnte sich bereits in den nächsten beiden Tagen zur Abklärung letzter Details und zur Ratifizierung nach Moskau begeben, worauf Ribbentrops Ankunft von Stalin auf den 23. August festgelegt wurde. Die deutsche Delegation wurde um 18 Uhr von der sowjetischen Seite empfangen. Letzte Vertragsdetails wurden auf der Basis eines Entwurfes noch verhandelt. Das geheime Zusatzprotokoll beanspruchte den größten Zeitanteil. Der das Datum 23. August tragende deutsch-sowjetische Nichtangriffspakt wurde anschließend nach Mitternacht am 24. August 1939 durch Ribbentrop und Molotow in Moskau unterzeichnet. Mit dem Eingehen auf ein geheimes Zusatzprotokoll akzeptierte die Sowjetunion auf Wunsch Deutschlands eine «bourgeoise» Geheimdiplomatie, die gegen die Offenheit völkerrechtlicher Abmachungen im Sinne Lenins Dekret über den Frieden verstieß. Über den Vertragsschluss unterrichtete der deutsche Außenminister telefonisch gegen 2 Uhr morgens Hitler. Am selben Tag berichteten Prawda und Iswestija auf ihrer Titelseite über den Vertrag.

## Inhalt

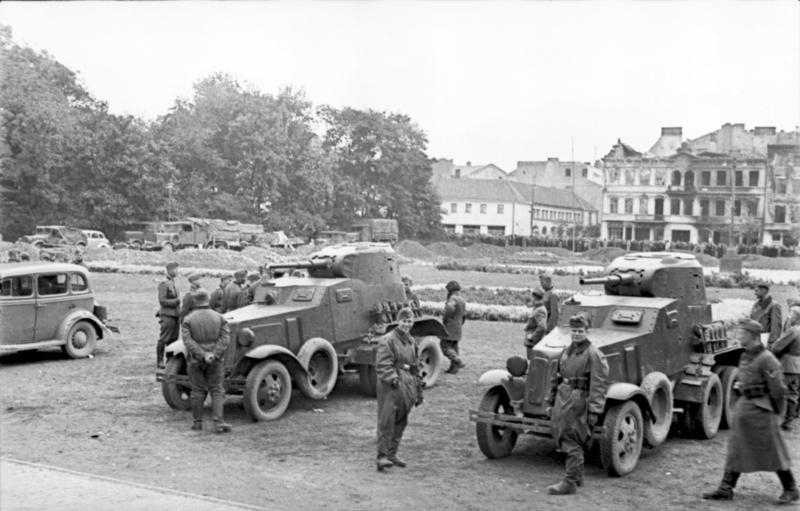
Sowjetische und deutsche Soldaten treffen am 22. September 1939 in Lublin aufeinander; Aufnahme der Propagandakompanie

### Nichtangriffsvertrag
Der Vertrag umfasste fünf Artikel. Im ersten Artikel verzichtete man unter Berufung auf den Berliner Vertrag von 1926 wechselseitig auf jegliche Gewaltanwendung. Artikel II versprach die gegenseitige Neutralität im Fall eines Krieges. Artikel III sah Konsultationen im Falle von Meinungsverschiedenheiten vor, Artikel IV schloss die Teilnahme an einer gegen den jeweiligen Vertragspartner gerichteten Mächtegruppierung aus, Artikel V formulierte die Absicht, etwaige Konflikte freundschaftlich beizulegen. Die Laufzeit betrug zehn Jahre. Anders als die Nichtangriffsverträge, die die Sowjetunion unter Außenminister Litwinow unter anderem mit Finnland, Lettland, Estland und Polen geschlossen hatte, enthielt der deutsch-sowjetische Nichtangriffspakt nicht die Klausel, dass er automatisch außer Kraft trat, wenn eine der beiden vertragschließenden Parteien einen Drittstaat angriff. Dieses Fehlen gab dem Deutschen Reich volle Handlungsfreiheit gegen Polen.
Vertragstext und Zusatzprotokoll lagen einigen westlichen Diplomaten in Moskau bereits wenige Stunden nach Vertragsabschluss im Wortlaut vor.

### Geheimes Zusatzprotokoll

Aufteilung Mitteleuropas laut Pakt im Vergleich zur tatsächlichen Aufteilung bis 1941

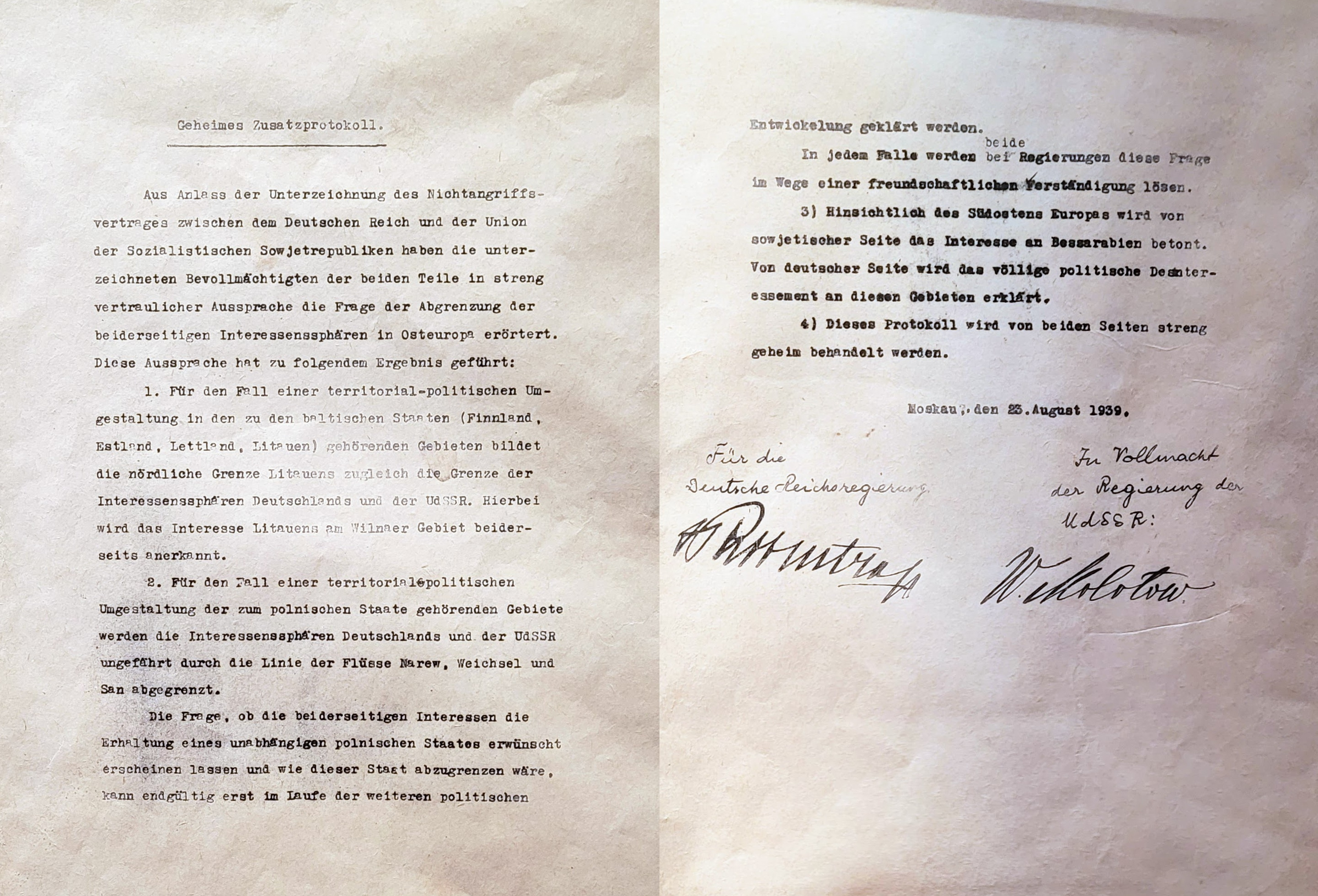
Das geheime Zusatzprotokoll vom 23. August 1939 zum Nichtangriffspakt

In einem geheimen Zusatzprotokoll vereinbarten beide Länder die Aufteilung Polens, des Baltikums und Bessarabiens in deutsche und sowjetische Interessensphären für den Fall, dass es zu „territorial-politischen Umgestaltungen“ kommen sollte. Die vier Punkte des Zusatzprotokolls sahen dabei Folgendes vor:
1. Bei den baltischen Staaten (zu denen damals auch Finnland gerechnet wurde[49]) sollten diese „Interessensphären“ durch die Nordgrenze Litauens abgegrenzt werden;[50] Lettland, Estland und Finnland sollten in der sowjetischen Interessensphäre liegen, Litauen in der deutschen.
2. Das Staatsgebiet Polens wurde entlang der Linie der Flüsse Narew, Weichsel und San in zwei Interessensphären geteilt. „Ob die beiderseitigen Interessen die Erhaltung eines unabhängigen polnischen Staates erwünscht erscheinen lassen und wie dieser Staat abzugrenzen wäre“, das sollte erst „im Laufe der weiteren politischen Entwicklung geklärt werden“.
3. Hinsichtlich Südosteuropas betonte die Sowjetunion ihr Interesse an Bessarabien, während die deutsche Seite „das völlige politische Desinteresse an diesen Gebieten“ erklärte.
4. Das Zusatzprotokoll sollte von beiden vertragsschließenden Parteien „streng geheim behandelt werden“.

Da Hitler damit rechnete, Großbritannien werde sein Garantieversprechen gegenüber Polen nicht einhalten und das Deutsche Reich könne nach dem geplanten Überfall auf Polen zu einem diplomatischen Arrangement mit den Westmächten kommen, wurde ausdrücklich offengelassen, ob ein unabhängiges Restpolen fortbestehen sollte und wie dessen Grenzen sein sollten.
Zentrale Dokumente zur deutsch-sowjetischen Zusammenarbeit wie die deutschen Entwürfe zum Nichtangriffsvertrag und den Vertragsverhandlungen wurden streng geheim gehalten und im Zuge einer generellen deutschen Vernichtung geheimer Dokumente auf Weisung Ribbentrops vernichtet. Erhalten blieb auf deutscher Seite das Original der Landkarte zur Teilung Polens mit den Unterschriften Stalins und Ribbentrops. Der Legationsrat Karl von Loesch rettete Filmrollen vor der Vernichtung, darunter Kopien des Vertrages, und übergab sie den Westalliierten zur Sichtung. Die Filmrollen wurden Ende der 1950er-Jahre an das Auswärtige Amt in Bonn zurückgegeben.
Während des Nürnberger Prozesses gegen die Hauptkriegsverbrecher berichteten 1946 mehrere Zeugen (u. a. der ehemalige Staatssekretär Ernst Freiherr von Weizsäcker) von dem Geheimen Zusatzprotokoll, die sowjetische Anklagevertretung bestritt jedoch dessen Existenz. Das Dokument selbst lag der Verteidigung nicht vor. In der westlichen Presse wurde der Wortlaut des Zusatzprotokolls veröffentlicht. In den folgenden fast fünf Jahrzehnten bezeichnete die Regierung der UdSSR Hinweise auf das Protokoll als antisowjetische Verleumdung.
Das geheime Zusatzprotokoll verschaffte der Sowjetunion Territorien, welche die Verhandlungen mit den westlichen Mächten nicht bieten konnten. So konnten die nach dem Ersten Weltkrieg erlittenen Gebietsverluste rückgängig gemacht werden und es wurde eine Sicherheitszone möglich, die den Krieg von Moskau fernhielt. In der sowjetischen Geschichtsschreibung wurde lange Zeit gelehrt, dass die UdSSR den Hitler-Stalin-Pakt bloß geschlossen habe, um den Angriff Hitlers hinauszuzögern. Um diese These zu stützen, wurde das Zusatzprotokoll geheim gehalten, denn es bewies, dass beide Diktatoren bei allen ideologischen Gegensätzen doch den Willen zur politischen und ideologischen Expansion teilten. Die Kreml-Führung verbot sowjetischen Historikern jegliche Erwähnung.
In den späten 1980er Jahren war der Text weit bekannt, weil er einerseits in staatlich zensierten Publikationen in Polen und in den baltischen Sowjetrepubliken schon publiziert, aber auch im Samisdat schon oftmals gedruckt und verbreitet worden war.
1989 forderten Abgeordnete aus den drei baltischen Sowjetrepubliken Estland, Lettland und Litauen auf dem Volksdeputiertenkongress in Moskau den sowjetischen Staats- und Parteichef Michail Gorbatschow auf, das sowjetische Original des Dokuments vorzulegen. Gorbatschow erklärte damals, dass es ein solches Dokument nicht gebe. In den Archiven des Kremls sei nichts dazu vorhanden. Daraufhin publizierten sowjetische Zeitungen 1989 das Exemplar des geheimen Zusatzprotokolls, das vom Bundesarchiv veröffentlicht worden war. Nach den Memoiren seines Kanzleichefs Waleri Boldin hatte Gorbatschow das Dokument sehr wohl zuvor in den Händen gehabt, habe ihn aber angewiesen, darüber absolutes Stillschweigen zu bewahren.
Bei der Übergabe seiner Arbeitsräume im Dezember 1991 an den neuen Kremlchef Boris Jelzin räumte Gorbatschow ein, dass es dieses zuvor in den Archiven des KPdSU-Zentralkomitees lagernde Dokument sehr wohl gebe, und entsiegelte die Mappe, in der es sich befand. Jelzin gab wenig später bekannt, dass das lang gesuchte Dokument gefunden wurde. Im Jahr 1993 wurde es in Russland erstmals in der Zeitschrift Nowaja i nowejschaja istorija veröffentlicht.

## Historische Bewertung

### Bewertung der sowjetischen Außenpolitik
Bei der Bewertung der Verhandlungen im Vorfeld des deutsch-sowjetischen Nichtangriffspakt sind Historiker geteilter Meinung. Wie ernsthaft verhandelte Stalin mit den Westmächten? Haben die Briten ein Bündnis effektiv verhindert oder hielt Stalin eine Übereinkunft für unmöglich? Wollte Stalin von Anfang an eher ein Bündnis mit Deutschland? Die Beantwortung dieser Fragen stößt auf das Quellenproblem, dass Stalin sich so wenig wie möglich öffentlich zu außenpolitischen Fragen äußerte. Nach der offiziellen sowjetischen Lesart bemühte sich allein die Sowjetunion mit ihrem Prinzip der kollektiven Sicherheit darum, Europa vor dem Faschismus zu schützen. Die westlichen Demokratien hätten diese Politik aber schon durch das Münchner Abkommen scheitern lassen. Alexander Tschubarjan weist darauf hin, dass ein Teil der russischen Historiker den rechtswidrigen und unmoralischen Charakter des Geheimen Zusatzprotokolls konzediere, das der Oberste Sowjet bereits während der Perestroika als im Widerspruch zu den Normen des Völkerrechts offiziell verurteilt habe. Er kritisiert zugleich „die Tendenz …, das Nazi-Regime in Deutschland und die Sowjetunion in eine Reihe zu stellen“ und zu vergleichen. Seiner Ansicht nach sind die Ereignisse im August und September 1939 aus der damaligen geopolitischen Sicht sowie den nationalen und Sicherheitsinteressen der Sowjetunion zu verstehen. Moskau habe sich von Feinden umzingelt gefühlt und dem Drängen Hitlers nachgegeben, der nun auch Moskau habe neutralisieren wollen. Tschubarjan verweist auf die „unflexible Haltung“ polnischer Regierungskreise, die der Sowjetunion Durchmarschrechte verweigerten, und darauf, dass die Sowjetunion Ostpolen nicht besetzt, sondern umgehend eingegliedert habe. Stalin habe darauf gesetzt, dass sich Deutschland, Frankreich und Großbritannien gegenseitig schwächen und aufzehren würden.
Zur Frage, warum und wann Stalin sich zu einem Bündnis mit Hitler entschloss, existieren seit den 1950er Jahren im Wesentlichen zwei Meinungen. Auf der einen Seite wird die Verständigung mit Deutschland als eigentliches Ziel der sowjetischen Außenpolitik der 1930er-Jahre gesehen. Demnach hätten beide Diktaturen ähnliche Ziele verfolgt, nämlich maximalen territorialen Erwerb und Herrschaft über ihre Nachbarstaaten und die Welt. Fortdauernden außenpolitischen Zielen und Aspekten wird in dieser Interpretation beträchtliche Autonomie gegenüber innenpolitischen Erwägungen zugewiesen. Unter totalitarismustheoretischen Prämissen, die eine Wahlverwandtschaft beider Diktaturen konstatieren, wird die Verständigung auf die Zeit um das Jahr 1933 datiert. Wird die Lehre der Weltrevolution als Antrieb der sowjetischen Außenpolitik betont, erscheint die besondere Beziehung zwischen der Sowjetunion und dem nationalsozialistischen Deutschland als Erbe des internationalen Sozialismus. Die Kontakte zwischen beiden Diktaturen erreichten demnach im Nichtangriffspakt ihre eigentliche Bestimmung.
Gerhard L. Weinberg argumentiert, dass Stalin stets eine Allianz mit Hitler bevorzugte. Hermann Graml glaubt, dass Stalin die zurückhaltenden Deutschen aus der Reserve locken wollte und zugleich gegenüber den Westmächten aus taktischen Gründen Forderungen erhob, von denen er wusste, dass sie diese nicht annehmen könnten. Stalin habe gehofft, einen Krieg zwischen Deutschland und den Westmächten für imperialistische Vorstöße auszunutzen. Die Verhandlungen mit den Westmächten habe er gerade mit der Ernsthaftigkeit betrieben, die es brauchte, um Hitler anzulocken und dazu zu bringen, auf die sowjetischen Avancen einzugehen. Seit Mitte April hätten die Gespräche aber keine ernsthafte Bedeutung mehr gehabt.
Auch Sergej Slutsch meint, dass Stalin ein Bündnis mit Hitler seit langem grundsätzlich bevorzugte. Für ihn stellt die Außenpolitik der „kollektiven Sicherheit“ nur „eine bequeme Camouflage für die Generallinie der Stalinschen Strategie“ dar, im Sinne der marxistisch-leninistischen Lehre „die Welt [zu] spalten und Staaten gegeneinander auf[zu]hetzen“. Ein mögliches Abkommen mit den Westmächten habe Stalin als Druckmittel gegen Deutschland genutzt, ohne durch die Gespräche mit den Westmächten in einen Krieg „hineinschlittern“ zu wollen. Er habe die Schwäche und Inkonsequenz der Westmächte ausnutzen und vom ersten Tag an die Gespräche der Militärmissionen in eine Sackgasse führen wollen.
Verfechter der Präventivkriegsthese sehen in der Politik Stalins ein Vabanquespiel, um den Krieg auszulösen. Viktor Suworow etwa meint, es sei Stalins Absicht gewesen, Hitler durch den Pakt in einen Krieg mit den Westmächten zu treiben, um die ausgebluteten Staaten anschließend dem kommunistischen Machtbereich einzuverleiben. Solche Interpretationen werden dem Osteuropahistoriker Manfred Hildermeier zufolge von der Fachwissenschaft als nicht belegbar und spekulativ verworfen. In diese Richtung argumentieren beispielsweise Richard C. Raack und Robert C. Tucker. Ihrer Ansicht nach wollte Stalin einen Krieg so sehr wie Hitler, weil er einen Abnutzungskrieg zwischen den kapitalistischen Staaten erwartete, der zu Revolutionen führen und das Eingreifen der Roten Armee ermöglichen würde.
Auf der anderen Seite argumentieren Historiker, dass sich die sowjetische Außenpolitik im Zuge des Übergangs zum „Aufbau des Sozialismus in einem Land“ neu orientierte. Die Absicherung der Sowjetunion durch bilaterale Nichtangriffsvereinbarungen habe zunehmend Priorität bekommen. Diese Interpretation geht von einem engen Zusammenhang zwischen innerer und äußerer Entwicklung aus und setzt beträchtlichen sowjetischen Pragmatismus voraus. Statt die Tradition eines ideologisch begründeten Expansionismus fortzuführen oder von einer Wesensähnlichkeit der Systeme geleitet zu sein, sei Stalins Außenpolitik rational und zweckorientiert gewesen, um die Unversehrtheit der Sowjetunion zu sichern. Nach der Brüskierung durch den deutsch-polnischen Nichtangriffspakt 1934 habe die Sowjetunion eine Politik der multilateralen Absicherung verfolgt und das Bemühen um eine Verständigung mit den Westmächten erst 1939 aufgegeben. Das Bündnis mit Deutschland sei zwar ein Offensivpakt gewesen, habe aber die Möglichkeit eröffnet, sich aus dem Kampf zwischen den „kapitalistischen Mächten“ so lange wie möglich herauszuhalten. So habe Stalin Polen dem deutschen Angriff ausgeliefert und selbst freie Hand für die Unterwerfung der baltischen Staaten, Bessarabiens und Finnlands bekommen, also für die Wiederherstellung der Grenzen des zarischen Imperiums und im Falle der Nordbukowina darüber hinaus. Dass er selbst bald die Unterstützung starker Verbündeter gegen die nationalsozialistische Aggression brauchen werde, habe Stalin ausgeschlossen. Dabei bleibt offen, ob dies als Rückwendung zur imperialen Großmachtpolitik des 19. Jahrhunderts zu verstehen ist oder als ungehemmter Ausfluss schon immer avisierter ideologischer Ziele.
Manfred Hildermeier neigt der Interpretation zu, die Sowjetunion habe sich um „kollektive Sicherheit“ bemüht, will sich aber nicht dem Einwand verschließen, die sowjetische Außenpolitik sei widersprüchlich und inkonsequent gewesen, so dass die Hauptziele, größtmögliche Garantie gegen eine eigene Kriegsbeteiligung einerseits und das Streben nach maximalem territorialen Gewinn andererseits, einander nicht ausschlossen. Den 1940 noch gesteigerten territorialen Hunger der Sowjetunion sieht er in großrussisch-imperialer Tradition, wobei es um die Rückgewinnung zarischen Territoriums gegangen sei. Pietrow-Ennker begreift die stalinistische Außenpolitik als klassische Großmachtpolitik und die deutsch-sowjetische Zusammenarbeit ab September 1939 als ergriffene Chance zur Verschiebung der Grenzen und zum Export des Sowjetsystems. Für Gerhard Wettig hatte Stalin bis August 1939 keine andere Möglichkeit, als mit den Westmächten zu verhandeln, hoffte aber, ein Angebot Hitlers herbeizuführen, von dem er sich mehr Entgegenkommen bei seinen Expansionsplänen versprach. Stefan Creuzberger sieht bei Stalin expansive macht- statt defensive sicherheitspolitische Motive am Werk. Die Verständigungsbereitschaft mit den Westmächten stehe in einem zweifelhaften Licht, weil Molotow parallel am 11. August die Gespräche mit Deutschland billigte. Noch vor der entscheidenden Phase der Verhandlungen mit den Westmächten habe man in Moskau entschieden, auf die deutsche Karte zu setzen.
Interpreten beider Richtungen stimmen darin überein, dass die Stalinsche Außenpolitik der Lehre Lenins von dem unaufhebbaren Gegensatz zwischen Kapitalismus und Sozialismus folgend von einer feindlichen Umzingelung der Sowjetunion durch kapitalistische Staaten ausging. Dementsprechend legte Stalin obersten Wert darauf, sich aus den vermeintlich unausweichlichen kriegerischen Auseinandersetzungen im kapitalistischen Lager herauszuhalten. Bis zum Überfall auf die Sowjetunion orientierte sich Stalin an seiner schon 1925 geäußerten Maxime, als Letzter in den Ring treten zu wollen. Nach überwiegender Forschungsmeinung wollte er bei allem äußerem Machthunger und Expansionsgelüsten keinesfalls einen Krieg beginnen. Auch wenn er durch die forcierte Industrialisierung versuchte, sein Land auf den für unvermeidlich gehaltenen Endkampf gegen den Kapitalismus vorzubereiten und im Umfeld wachsender internationaler Spannung seit 1936 mehr und mehr Ressourcen in die Rüstung und den personellen Ausbau der Armee lenkte, wollte er diesen Kampf doch so lange wie möglich hinausschieben. Auch zwang der Hitler-Stalin-Pakt Japan, die Niederlage im japanisch-sowjetischen Grenzkonflikt einzugestehen und bannte damit aus sowjetischer Sicht die Gefahr eines Zweifrontenkrieges in Ostasien und Europa.
Historiker, welche die sowjetische Außenpolitik der „kollektiven Sicherheit“ ernst nehmen, wie Teddy J. Uldricks, verweisen dazu auf den enormen Aufwand, den sowjetische Politiker während der 1930er-Jahre zu deren Umsetzung getrieben hätten. Uldricks sieht nur eine außenpolitische Linie der Sowjetunion, nämlich das Streben nach Machtbalance. Die Annahme, dass alle imperialistischen Mächte der Sowjetunion feindlich gesinnt seien, habe das Streben nach einer Allianz mit den Westmächten wie mit Hitler gleichermaßen motiviert. Geoffrey Roberts kritisiert, dass die sowjetische Außenpolitik lange auf der Grundlage deutscher Quellen geschrieben worden sei. Aus sowjetischer Sicht habe Deutschland um die Sowjetunion geworben und die Sowjetunion erst ab Ende Juli 1939 darauf reagiert. Historisch begründetes Misstrauen der Sowjets gegenüber Westmächten sei vor allem durch die britische Verhandlungsführung bestärkt worden. Man habe den Sowjets nicht die Sicherheitsgarantien gegeben, die diese nicht ohne Berechtigung forderten. Roberts wundert sich, dass die sowjetischen Verhandlungen mit den Westmächten überhaupt so weit gediehen. Auch für Michael Jabara Carley waren weder Franzosen noch Briten bereit, die notwendigen Zugeständnisse zu machen, d. h. ein klares, wasserdichtes militärisches Bündnis mit der Sowjetunion zu schließen. Stalin sei ein Zyniker gewesen, der niemandem vertraut und sich Zeit habe erkaufen wollen, aber er sei kein Ideologe gewesen. Carley identifiziert dagegen als wichtigstes Element der anglo-französischen Politik den Antibolschewismus. Man habe in London und Paris das Prestige gefürchtet, das die Sowjetunion durch eine Dreierallianz gewonnen hätte.
Für Ingeborg Fleischhauer hatten sich die außenpolitischen Optionen der Sowjetunion auf ein Arrangement mit Deutschland verengt, nachdem Polen einen Beistandspakt abgelehnt hatte und die Westmächte die Berechtigung des sowjetischen strategischen Konzepts nicht anerkannt hatten. Stalins außenpolitische Entscheidungen seien vom „kühle[n] und beherrschte[n], wenig wendige[n] Verstand sowie de[m] kaltblütige[n], defensive[n] Pragmatismus des Realpolitikers“ bestimmt gewesen. Sein staatsmännisches Interesse sei eine Beschwichtigungspolitik gewesen, um die Sowjetunion aus einem Krieg herauszuhalten. Gabriel Gorodetsky meint, Großbritannien habe die fundamentalen Sicherheitsbedürfnisse der Sowjetunion nicht erfüllt. Der Realpolitiker Stalin sei deshalb gezwungen gewesen, den Ausgleich mit Hitler zu suchen, da er gewusst habe, wie sehr dieser zum Krieg entschlossen ist. Stalin habe die Gelegenheiten, die sich ihm boten, ausgenutzt, aber nicht primär Expansionsideen angehangen oder sich an leninistischer Ideologie orientiert.
Zara Steiner sieht keine abschließenden Antworten auf die Frage, ob Stalin eine Allianz gegen Hitler oder mit Hitler bevorzugte. Jedenfalls habe er Großbritannien und Polen misstraut. Auf der britischen Seite sieht sie nur die Bereitschaft, über die militärische Abschreckung Deutschlands zu reden, nicht aber über militärische Kooperation mit der Sowjetunion. Dadurch hätten die Westmächte Stalin nicht den Eindruck vermitteln können, dass sie zum Krieg bereit seien, sollte Deutschland angreifen. Trotz Warnungen, dass die Sowjets mit den Deutschen verhandelten, habe man angenommen, die Sowjetunion würde eher die Isolation wählen als ein Bündnis mit Deutschland. Für Jonathan Haslam spiegelten sich die Politik Chamberlains und Stalins: Wenn Stalin glaubte, Chamberlain wolle die Deutschen nach Osten lenken, sei es für ihn gerechtfertigt gewesen, sie seinerseits nach Westen zu lenken. Stalin habe sich deshalb nicht nur passiv verhalten. Das belege aber noch nicht, dass er Krieg wollte, sondern möglicherweise ein grundsätzliches Misstrauen. Er habe alles der persönlichen Macht untergeordnet. Dafür sei es aber essenziell, auch Widersprüche hinzunehmen.

### Bewertung der deutschen Außenpolitik
Hitler war der Pakt ideologisch zuwider, dem stand jedoch der Vorteil der Verwirklichung seiner Expansionspläne in Polen gegenüber. Weiterhin war aus Sicht des Deutschen Reichs ein drohendes Bündnis zwischen der Sowjetunion und Großbritannien abgewendet worden. Ein Zweifrontenkrieg sollte unbedingt verhindert werden. Für seinen „Lebensraumkrieg“ gegen die Sowjetunion brauchte er eine gemeinsame Grenze mit diesem Staat, die er durch Bündnis, Besetzung und sogar Überlassung von Anrainerstaaten schuf. Die offerierten strategisch bedeutenden Gebiete plante er später wieder vertragsbrüchig einzunehmen. Dadurch lieferte er de facto weitere Länder Ostmittel- und Südosteuropas mittelfristig dem sowjetkommunistischen System aus.
Hitler sah mit dem Nichtangriffsvertrag die Chance, bei einer von ihm unterstellten Neutralität bzw. Passivität der Westmächte seinen „eigentlichen Gegner, die Rote Armee niederzuwerfen“. In diesem Falle bezweckte er das gesamte polnische Territorium zu besetzen und derart eine Erfolg versprechende Aufmarschposition gegen die UdSSR zu erreichen. Er hielt es für möglich, so der Militärhistoriker Rolf-Dieter Müller, mit einer nach dem Überfall auf Polen installierten „neuen polnischen Regierung eine Zusammenarbeit vereinbaren zu können“, um auf diesem Wege das von ihm schon vorher angestrebte, aber von Polen abgelehnte gemeinsame militärische Vorgehen gegen die Sowjetunion doch noch realisieren zu können. Dabei ging er von einem schnellen Zusammenbruch der UdSSR aus, so dass ein Krieg gegen die Rote Armee schon 1939 nicht zu fürchten sei.
Der Pakt schützte die deutsche Wehrmacht vor dem gefürchteten Zweifrontenkrieg und erlaubte 1940 die Expansion nach Westeuropa und eine nationalsozialistische Vorherrschaft in Teilen Europas, was eine Verwirklichung der nationalsozialistischen Europapläne und der Großraumwirtschaft näherbrachte.

## Folgen des Vertrages

### Überfall auf Polen
Am 1. September 1939 begann Hitler den Überfall auf Polen unter dem Vorwand von Grenzverletzungen und des Schutzes deutscher Volksgruppen. Stalins Sowjetunion blieb zunächst offiziell neutral, dies machte Hitler sehr nervös. 3 Tage nach Kriegsbeginn überbrachte von Ribbentrop Stalin eine Aufforderung sich absprachegemäß die im Pakt vereinbarte Beute zu holen. Molotow erklärte dem deutschen Botschafter von Schulenburg mehrfach, dass die Sowjetunion noch auf den geeigneten Zeitpunkt wartet. Es sei für die Sowjetunion zur „politischen Untermauerung“ des Vorgehens wichtig, erst loszuschlagen, wenn das politische Zentrum Polens, die Stadt Warschau, gefallen ist. Molotow drängte daher von Schulenburg „so annähernd wie möglich mitzuteilen, wann mit Einnahme Warschaus zu rechnen ist.“ Das Deutsche Reich reagierte genervt und ließ Gerüchte über einen Waffenstillstand mit Polen verbreiten. Stalin sah das Risiko, dass er leer ausgehen könnte, und dies bewog ihn, doch schon vor der Kapitulation Warschaus am 17. September 1939 mit dem Krieg gegen Polen zu beginnen.
Für den verzögerten Kriegseintritt der Sowjetunion gab es im Wesentlichen zwei Gründe:
- Zum einen wollte Stalins Propaganda die Sowjetunion als Friedensmacht und als Gegenentwurf zu den aggressiven imperialistischen Kräften präsentieren. Deshalb ließ man dem Deutschen Reich den Vortritt und die Gelegenheit, sich vor der Weltöffentlichkeit als Aggressor zu präsentieren. Die Sowjetunion hingegen wollte kommunizieren, als „Friedensmacht“ das „polnische Volk aus diesem unglücklichen Krieg zu befreien, in welchen es durch unvernünftige Führer gestürzt wurde“, und außerdem „zum Schutz der ukrainischen und weißrussischen Brüder“ handeln zu müssen.[108]
- Der andere Grund war, dass Stalin die Reaktion von Frankreich und Großbritannien auf Hitlers Kriegshandlungen gegen Polen abwarten wollte. Als diese mit einem Sitzkrieg reagierten statt einen Entlastungsangriff zu starten, war sich Stalin sicher, dass ein sowjetischer Einmarsch in Polen die Sowjetunion nicht in einen Krieg mit den Westmächten verwickeln würde.[109]

Am 22. September 1939 unterzeichneten der deutsche Militärattaché Ernst-August Köstring und Kliment Woroschilow in Moskau ein Militärabkommen, das auch Vereinbarungen über die gemeinsame Abwehr und Bekämpfung des polnischen Widerstandes umfasste. Die Wehrmacht verpflichtete sich in den Orten, die an die Rote Armee übergeben wurden, „notwendige Maßnahmen zu treffen … zur Vermeidung etwaiger Provokationen und Sabotageakte durch polnische Banden“. Die Rote Armee verpflichtete sich zur „Vernichtung polnischer Truppenteile oder Banden, die sich auf dem Marschwege kleiner deutscher Truppenteile befinden“.
Nachdem Polen militärisch geschlagen war, ging die polnische Regierung am 17. September 1939 ins Exil, um den Kampf gegen Deutschland vom Ausland aus weiter zu führen.

### Teilung Polens

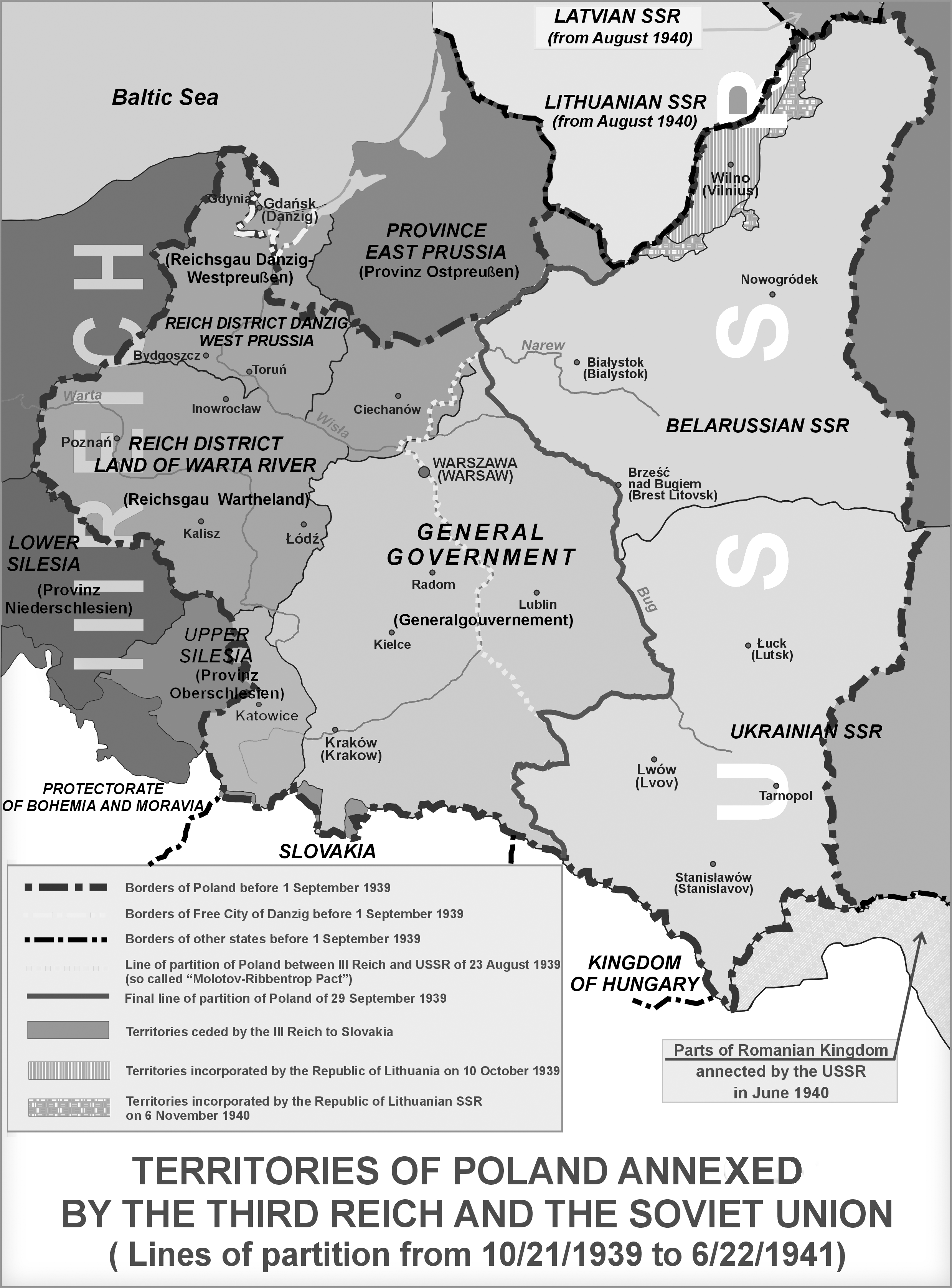
Teilung und Eingliederung Polens

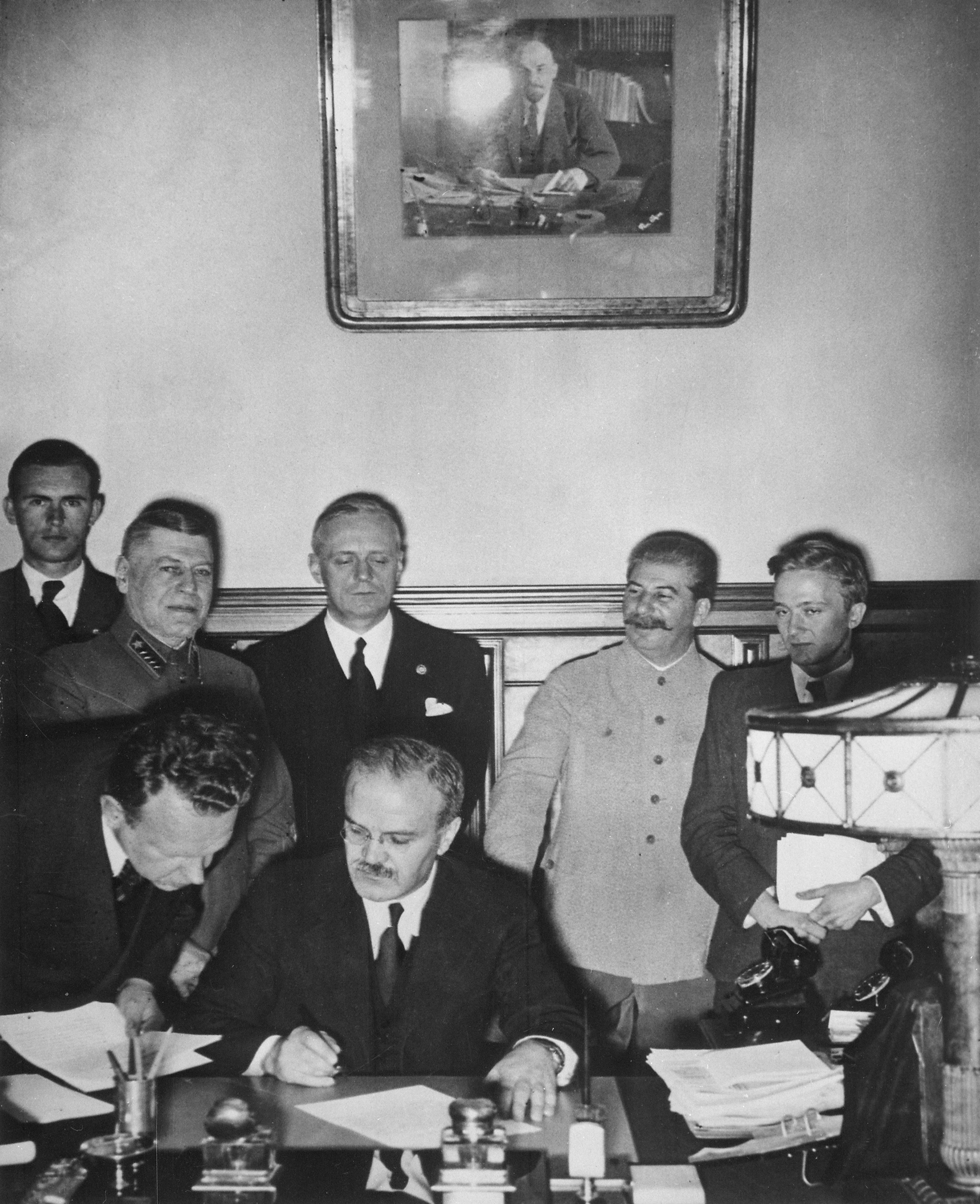
Abschluss des Deutsch-Sowjetischen Grenz- und Freundschaftsvertrages am 28. September 1939. Von links nach rechts: Hintergrund: Richard Schulze (Ribbentrops Adjutant), Boris Schaposchnikow (Generalstabschef der Roten Armee), Joachim von Ribbentrop, Josef Stalin, Vladimir Pavlov (sowjetischer Übersetzer); Vordergrund: A. A. Schkwarzew (sowjetischer Botschafter in Berlin) und Wjatscheslaw Molotow

Der deutsch-sowjetische Nichtangriffspakt hatte das Misstrauen auf beiden Seiten nicht beseitigt. Stalin erklärte im kleinen Kreis: „Natürlich ist das alles nur ein Spiel, um festzustellen, wer wen besser betrügen kann. Ich weiß, was Hitler im Sinn hat. Er denkt, er hat mich ausgeschmiert. Dabei bin ich es, der ihn ausgeschmiert hat.“ Sowohl Hitler als auch Stalin argwöhnten – jeweils völlig zu Recht –, dass der andere ein separates Abkommen mit den Westmächten anstrebte.
Nachdem die Grundlagen für die deutsche Besetzung Polens und die sowjetische Besetzung Ostpolens gelegt waren, schlossen beide Seiten am 28. September 1939 (dem Tag, an dem die polnische Hauptstadt Warschau gegenüber den Deutschen kapitulierte) einen Grenz- und Freundschaftsvertrag, der wie schon der Nichtangriffspakt aus einem öffentlichen Teil und einem geheimen Zusatzprotokoll bestand und der den Hitler-Stalin-Pakt komplettierte.
Dabei wurden die jeweiligen Interessensphären nachjustiert. Stalin achtete bei den Vertragsverhandlungen darauf, dass die neue deutsch-sowjetische Grenze in Polen im Wesentlichen entlang der Curzon-Linie verlief. Harte Verhandlungen gab es um die Region Warschau. Im geheimen Zusatzprotokoll vom August war diese Region der Sowjetunion zugeschlagen worden. Stalin wollte die Sowjetunion jedoch jetzt nicht mehr mit dem Zentrum des polnischen Widerstandes belasten und stattdessen Litauen erhalten, mit dieser Forderung konnte er sich durchsetzen. Daher wurde die neue Grenzlinie an den Bug verschoben, wodurch Deutschland die gesamte Woiwodschaft Lublin und weitere Teile der Woiwodschaft Warschau erhielt. Deutschland verzichtete im Gegenzug auf das ursprünglich in seinem Einflussbereich liegende Litauen. Bei den in großer Hektik geführten Verhandlungen für den Nichtangriffspakt hatte man zudem übersehen, dass die vereinbarte Grenzlinie im Norden ungenau blieb. Auf sowjetische Bitten vom 25. August 1939 wurde als weiterer Grenzfluss die Pisa hinzugefügt, um die Lücke zwischen dem Narew und der Südgrenze Ostpreußens zu schließen. Weiterhin gelang es Stalin, dass der Sowjetunion auch die ölreichen Gebiete um den Bezirk Borislaw-Drohobytsch zugeschlagen wurden. Das Deutsche Reich sollte als Kompensation sowjetische Öllieferungen erhalten. Insgesamt ging Stalin als klarer Gewinner aus den Verhandlungen heraus.
Im zweiten geheimen Zusatzprotokoll wurde auch das bereits praxiserprobte gemeinsame Vorgehen gegen den polnischen Widerstand vereinbart: „Beide Teile werden auf ihren Gebieten keine polnische Agitation dulden, die auf die Gebiete des anderen Teiles hinüberwirkt. Sie werden alle Ansätze zu einer solchen Agitation auf ihren Gebieten unterbinden und sich gegenseitig über die hierfür zweckmäßigen Maßnahmen unterrichten.“
Als weiterer Punkt wurden Bevölkerungsumsiedlungen vereinbart. Die Initiative hierfür ging eindeutig vom Deutschen Reich aus, das die Volksdeutschen auf dem Gebiet der Sowjetunion „Heim ins Reich“ holen wollte. In die Gegenrichtung wurde die Umsiedlung von Ukrainern und Weißrussen in den sowjetischen Machtbereich vereinbart, auch wenn sich Stalins Interesse im Wesentlichen auf die Gewinnung von Arbeitskräften und die Sicherstellung der Verhaftung ukrainischstämmiger Oppositioneller beschränkte. Die Umsiedlungen sollten auf freiwilliger Basis erfolgen und innerhalb weniger Monate abgewickelt werden.

### Neuordnung Osteuropas
Mit dem deutsch-sowjetischen Grenz- und Freundschaftsvertrag im Rücken wurden die baltischen Staaten gezwungen, sowjetische Truppen ins Land zu lassen. Estland unterzeichnete am 28. September 1939 das „Beistandabkommen“ mit der Sowjetunion, Lettland am 5. Oktober und Litauen am 10. Oktober 1939.
Weil er einen Angriff auf Leningrad von finnischem Territorium aus fürchtete, hatte Stalin bereits im April 1938 Verhandlungen mit der finnischen Regierung aufnehmen lassen und Grenzkorrekturen sowie Stützpunkte auf Hogland gefordert. Vor dem Hintergrund der finnischen öffentlichen Meinung und auch, weil sie die sowjetische Militärmacht unterschätzte, lehnte die finnische Regierung gegen den Rat Carl Gustaf Emil Mannerheims jegliches Entgegenkommen ab. Stalin hatte deshalb schon Ende 1938 die Ausarbeitung von Angriffsplänen angeordnet. Nachdem Finnland durch den deutsch-sowjetischen Nichtangriffspakt komplett isoliert war und die Sowjetunion die Nichtangriffsverträge mit den baltischen Staaten geschlossen hatte, lud Stalin am 5. Oktober 1939 zu Gesprächen nach Moskau ein. Die Sowjetunion verlangte einen Beistandspakt, einen Landstreifen auf der karelischen Landenge, die gesamten Inseln im Finnischen Meerbusen vor Leningrad und die Halbinsel Hanko als Marinestützpunkt mit der Lapphoja-Bucht als Ankerplatz. Als Gegenleistung bot man territoriale Kompensation auf Ostkarelien an. Gegen den Rat Mannerheims und des Verhandlungsführers Juho Kusti Paasikivi lehnte die finnische Regierung erneut ab.
Am 30. November 1939 griff die Rote Armee Finnland an. Während die öffentliche Meinung der westlichen Welt mit den Finnen sympathisierte und die Sowjetunion am 11. Dezember 1939 demonstrativ aus dem Völkerbund ausgeschlossen wurde, hielt sich Hitler an Artikel II des deutsch-sowjetischen Nichtangriffspaktes, keinen Kriegsgegner der Sowjetunion zu unterstützen. Nach anfänglichen Erfolgen der finnischen Verteidiger im Winterkrieg zeichnete sich im Februar 1940 die finnische Niederlage ab. Stalin bot nicht zuletzt angesichts einer möglichen Konfrontation mit den Westmächten Friedensverhandlungen an. Im Frieden von Moskau vom 12. März 1940 konnte die Sowjetunion ihre Grenze in Karelien weit nach Westen bis auf die Linie des Friedens von Nystad 1721 verschieben. Hanko wurde der Sowjetunion für 30 Jahre überlassen. Finnland verlor 10 % seines Territoriums und 400.000 Finnen wurden vertrieben. Aber Finnland hatte seine Unabhängigkeit gewahrt und die Rote Armee, die während der Kämpfe ca. 130.000 bis 150.000 Mann verloren hatte, als schwach erscheinen lassen.
Nach den Bestimmungen des Grenz- und Freundschaftsvertrages verließen 130.000 Volksdeutsche die sowjetischen Besatzungsgebiete. In die umgekehrte Richtung gingen 12.000 Ukrainer und Weißrussen aus dem Generalgouvernement in die Sowjetunion. Stalin nutzte den bevölkerungspolitischen Ehrgeiz der Nationalsozialisten, um die ihm unliebsame Bevölkerungsgruppe der Volksdeutschen loszuwerden. Sehr zum Ärger der Deutschen nahm die Sowjetunion im Gegenzug aber nur vergleichsweise wenig Ukrainer und Weißrussen auf. Das sowjetische NKWD behinderte Umsiedlungswillige, die in die Sowjetunion wollten, nach Kräften. Wenn überhaupt Menschen registriert wurden, dann bevorzugt arbeitsfähige, gesunde männliche Personen zwischen 15 und 50 Jahren.
Für Claudia Weber unterwarf der Hitler-Stalin-Pakt Osteuropa einem Unterdrückungsregime, bei dem das nationalsozialistische Deutsche Reich und die stalinistische Sowjetunion nicht nur nebeneinander, sondern in größerem Umfang auch miteinander handelten.

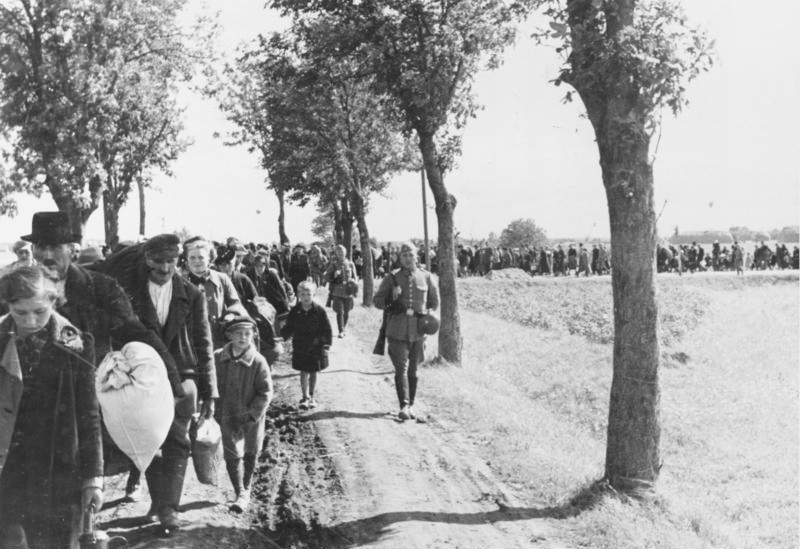
Deportation von Polen aus dem Wartheland, 1939 in das Generalgouvernement

Der von Hitler angeordnete Terror traf Angehörige aller ethnischen, religiösen und sozialen Gruppen, zu Beginn vor allem die polnischen Elite (Staatsdiener, Militärs, Gutsbesitzer, Polizisten und Intellektuelle) sowie die jüdische Bevölkerung. Juden waren umfassenden Repressionen, antisemitischer Diskriminierung und ab 1940 der Deportation in Ghettos wie z. B. dem Ghetto Litzmannstadt ausgesetzt. Das am 12. Oktober 1939 durch Erlass Hitlers offiziell eingesetzte Generalgouvernement umfasste jene zentralpolnischen Gebiete, die Stalin in den Verhandlungen zum Grenz- und Freundschaftsvertrag dem Deutschen Reich überlassen hatte. Es diente als bevölkerungspolitisches Auffangbecken, als Arbeitskräftereservoir und Abschiebeort für alle die als rassisch minderwertig zur Vernichtung freigegeben waren. Mitte März 1941 wurden die Deportationen wegen des Aufmarsches gegen die Sowjetunion eingestellt. Die Umwandererzentralstelle hatte in Zusammenarbeit mit SS und Polizeistellen bis dahin nach Berechnungen die Massendeportation von 460.000 Menschen (darunter etwa 100.000 Juden) aus den eingegliederten Gebieten ins Generalgouvernement organisiert. Zehntausende Menschen waren Opfer „wilder Vertreibungen“ geworden.
Der von Stalin angeordnete Terror betraf echte und vermeintliche „Feinde der Sowjetisierung“. Die von Lawrenti Beria geführten Sonderkommandos des NKWD deportierten bis zu 325.000 ehemalige polnische Staatsbürger unterschiedlicher ethnischer Zugehörigkeit in Viehwaggons nach Kasachstan und Sibirien in die vom NKWD überwachten Sonderansiedlungsgebiete und in Gulag-Lager. Zunächst betraf dies polnische Kriegsveteranen, Kirchenvertreter, Staatsdiener und Landbesitzer, die als Klassenfeinde gebrandmarkt und als potentielle Widerständler verdächtigt wurden. Dann Menschen (vor allem ukrainischstämmige) die nach den Bestimmungen des Grenz- und Freundschaftsvertrages freiwillig in das sowjetische Besatzungsgebiet umsiedelten, aber von NKWD-Truppen in nächtlichen Massenaktionen verhaftet wurden. Am 2. März 1940 traf eine dritte Deportationswelle vor allem Angehörige polnischer Offiziere. Im Juni 1940 und im Mai 1941 folgten weitere Deportationen, die abermals ukrainische Umsiedler und Flüchtlinge aus dem deutschen Besatzungsgebiet sowie Menschen aus dem sowjetisch besetzten Baltikum und Moldawien betrafen.
Im Rahmen der „politischen Flurbereinigung“, die ihren Höhepunkt in den Vorbereitungen zur AB-Aktion fand, wurden bis zum Frühjahr 1940 über 30.000 politische Gegner, vermeintliche und tatsächliche Mitglieder der polnischen Widerstandsbewegung von der deutschen Besatzungsmacht ermordet. Ungefähr zur selben Zeit verübte das NKWD das Massaker von Katyn, bei dem 22.000 polnische Soldaten, Offiziere und Reservisten erschossen wurden.

### Wirtschaftsverträge

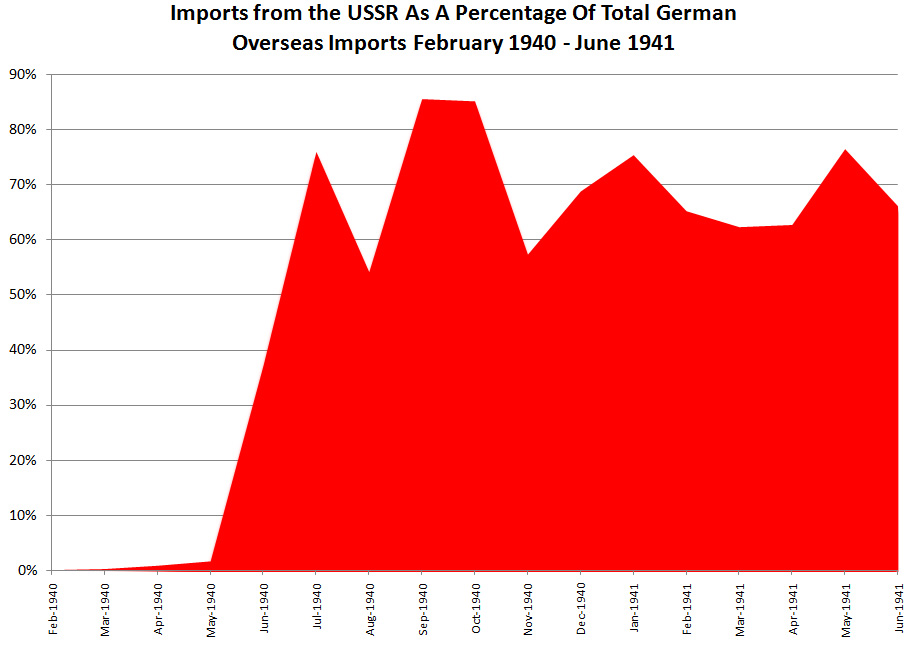
Importe aus der Sowjetunion als Prozentsatz der Gesamten Importe des Deutschen Reiches von Februar 1940 bis Juni 1941

In der Geschichte des Hitler-Stalin-Pakts spielten die deutsch-sowjetischen Wirtschaftsbeziehungen eine zentrale Rolle. Die Wirtschaftsgespräche hatten den Weg zum Pakt geebnet, als sich Stalin und Hitler nach außen hin noch als unversöhnliche Feinde gaben. Noch vor der Unterzeichnung des Nichtangriffsvertrages erfolgte am 19. August 1939 der Abschluss eines Handelsabkommens. Tooze wertete es als Prahlen, als Hitler am 23. August vor Generälen behauptete, dass sich das Deutsche Reich nun nicht mehr vor einer Seeblockade zu fürchten brauche. Letzten Endes war es die Zusammensetzung des vereinbarten Warenkatalogs und nicht das geringer als erhofft ausgefallene Gesamtvolumen der Warenlieferungen aus der Sowjetunion, das für Deutschland von entscheidender Bedeutung war.
Größere Handelsverträge wurden erst nach dem Abschluss des deutsch-sowjetischen Grenz- und Freundschaftsvertrages am 11. Februar 1940 und am 10. Januar 1941 abgeschlossen.
Im Vertrag vom 11. Februar 1940 verpflichtete sich die Sowjetunion innerhalb eines Jahres zu Lieferungen von Futtergetreide, Erdöl, Baumwolle, Chromerz und Platin im Wert von 500 Millionen Reichsmark, das entsprach 52 Prozent der gesamten sowjetischen Exporte. Das Deutsche Reich lieferte im Gegenzug Industriegüter und Kriegsgerät. Um das Handelsabkommen gab es zähe Verhandlungen. Beiden Verhandlungspartnern war bewusst, dass die Wirtschaftslieferungen der Aufrüstung und Kriegsvorbereitung dienten und sich somit auch gegen das eigene Land richten konnten. Sie begegneten einander mit Misstrauen. Die sowjetischen Rohstofflieferungen waren für die deutsche Kriegsführung unentbehrlich. 1940 bezog Deutschland 74 % seiner importierten Phosphate, 67 % seines Asbests, 64 % seines Chromeisens, 55 % seines Mangans, 40 % seines Nickels und 34 % seines Rohöls aus der Sowjetunion. Der allergrößte Teil der Rohstoff- und Transitlieferungen erfolgte nach der Niederlage Frankreichs. Das Deutsche Reich konnte einige Rohstoffe im eigenen Land nicht in benötigtem Umfang gewinnen, so z. B. Mangan, Nickel und Chrom, die für die Produktion von hochwertigen Stahl-Legierungen für Rüstungszwecke unerlässlich waren.
Claudia Weber analysiert, dass das Deutsche Reich für die Verwirklichung seiner Expansionspläne sowjetische Rohstofflieferungen benötigte, während Moskau an technischem Know-how und an der deutschen Militärindustrie interessiert war. Der Handel sei demnach eine wesentliche Voraussetzung für die erfolgreichen Feldzüge in Ost-, Nord- und Westeuropa gewesen.
Rainer Karlsch und Raymond G. Stokes kommen zu dem Ergebnis, dass der Deutsch-sowjetische Handel für die Pläne von Hitler und Stalin gleichermaßen wichtig war. Deutschland benötigte die sowjetischen Rohstoff- und Lebensmittellieferungen (vor allem Erdöl und Getreide) dringend für seine Kriegswirtschaft, während die Sowjetunion durch deutsche Maschinenlieferungen ihre Rüstungswirtschaft stärkte.
Dietrich Eichholtz kommt dagegen zu dem Schluss, dass die Sowjetunion zwar nicht verhindern konnte, dass ihre Lieferungen die deutsche Kriegsmaschine stärkten, dass sie aber als Gegenleistung Erzeugnisse des Maschinenbaus und anderer wichtiger Industriezweige verlangte, deren Produktion nicht unbedeutende Kapazitäten der deutschen Rüstungsindustrie banden, so dass die Effektivität des deutsch-sowjetischen Handels für das deutsche Kriegspotential schließlich stark begrenzt geblieben sei. Wilhelm Treue kritisierte diese Schlussfolgerung, da die sowjetischen Lieferungen die deutschen Siege überhaupt erst möglich gemacht hätten. Andreas Hillgruber kommentierte, dass Eichholtz als DDR-Historiker trotz der unvermeidlichen Einbettung in vorgegebene politische Richtlinien das Tabuthema sowjetische Wirtschaftslieferungen wenigstens angepackt und zu akzeptablen Thesen gelangt sei.

### Weitere Auswirkungen

#### Polen

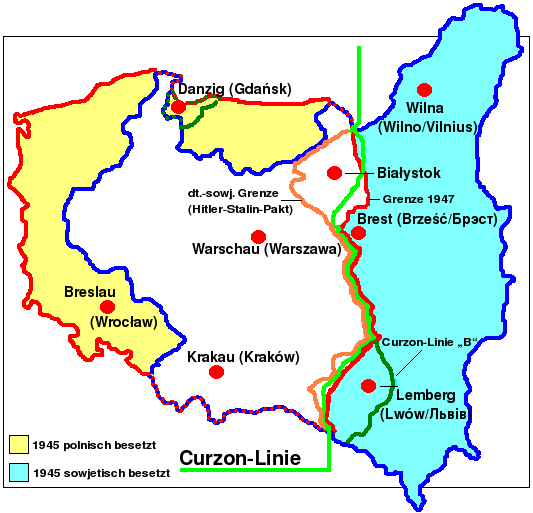
Nachkriegspolen 1945

Der polnischen Exilregierung (1939–1990) versagte die Sowjetunion ihre Anerkennung, bis Deutschland 1941 den Nichtangriffspakt mit dem Überfall auf die Sowjetunion gebrochen hatte. Danach schloss sie mit der Exilregierung das Sikorski-Majski-Abkommen ab und erklärte anzuerkennen, dass die deutsch-sowjetischen Verträge „betreffend die territorialen Änderungen in Polen außer Kraft getreten sind“. Nach Bekanntwerden des Massakers von Katyn forderte die Exilregierung eine Erklärung, woraufhin Moskau die diplomatischen Beziehungen zur Exilregierung abbrach. Die Exilregierung konnte ihre Forderung, Polen in seinen alten Grenzen wieder erstehen zu lassen, gegen die Sowjetunion nicht durchsetzen. Auf der Teheraner Konferenz bezogen sich die Großen Drei 1943 nicht auf die im Nichtangriffspakt festgelegte Westgrenze der Sowjetunion, die Churchill und Roosevelt noch nicht kannten, sondern auf einen Vorschlag des ehemaligen britischen Außenministers Curzon. Gleichzeitig wurde stillschweigend in Kauf genommen, dass die baltischen Republiken Teil der Sowjetunion blieben. Die weitgehende Übereinstimmung der Curzon-Linie von 1919 und der Grenze der Interessensphären des Paktes von 1939 und der sowjetischen Westgrenze nach 1945 führte zu unterschiedlichen Erinnerungskulturen.

#### Baltikum
Nach dem Abschluss des deutsch-sowjetischen Grenz- und Freundschaftsvertrages forderte die Sowjetunion Estland, Lettland und Litauen zum Abschluss von Beistandsverträgen auf, die der Roten Armee Stationierungsrechte einräumen sollten. Unter sowjetischem Druck kam es zu Verträgen mit Estland (28. September 1939), Lettland (5. Oktober) und Litauen (10. Oktober). Die Sowjetunion übergab das zwischen Litauen und Polen umstrittene Gebiet um Vilnius an Litauen. Auf deutscher Seite nahm man an, dass eine sowjetische Besetzung unmittelbar bevorstand und auf Initiative des estlanddeutschen Nationalsozialisten Erhard Kroeger wurde Hitler von der Umsiedlung der Deutsch-Balten überzeugt. Die Deutsch-Balten wurden im Einvernehmen mit der Sowjetunion unter dem Motto „Heim ins Reich“ nach dem Abschluss von Umsiedlungsverträgen mit Estland (15.10.) und Lettland (30.10.) unvorbereitet und improvisiert unter der Leitung des Reichskommissars für die Festigung des deutschen Volkstums Heinrich Himmler im Wartheland und in Danzig-Westpreußen angesiedelt, um den deutschstämmigen Bevölkerungsanteil zu heben. Die dort ansässige polnische und jüdische Bevölkerung wurde als fremdvölkisch vertrieben.
Nach der Eingliederung der baltischen Staaten Estland, Lettland und Litauen im Juni 1940 kam es zu Massendeportationen vor allem von Angehörigen der bürgerlichen Elite in die Zwangsarbeitslager des Gulag. Nach der Eroberung des Baltikums durch deutsche Truppen 1941 kollaborierten viele Balten mit der Besatzungsmacht in der Hoffnung, dadurch die Unabhängigkeit ihrer Länder wiederherstellen zu können. Sie erhielten jedoch im Reichskommissariat Ostland keine Mitbestimmungsrechte. In den Jahren 1944/45 drängte die Rote Armee die deutschen Truppen zurück, weshalb viele Esten, Letten und Litauer nach Westen flohen, wo sie als Displaced Persons eingestuft wurden.
In den Jahren 1945 und 1949 kam es zu neuen Massendeportationen im Baltikum sowie zur Ansiedlung Hunderttausender russischsprachiger Sowjetbürger mit dem Ziel, die neuen Teilrepubliken zu russifizieren.

#### Rumänien
Am 26. Juni 1940 forderte die Sowjetunion ultimativ die Abtretung Bessarabiens und der Nordbukowina von Rumänien und besetzte diese Gebiete zwei Tage später kampflos. Am 2. August wurde der größere Teil mit Teilen der ukrainischen Moldauischen Autonomen Sozialistischen Sowjetrepublik zur Moldauischen Sozialistischen Sowjetrepublik zusammengeschlossen und die Nordbukowina mit südlichen Teilen Bessarabiens an die Ukraine angeschlossen. Ein Großteil der moldauischen Elite und Großbauern wurden danach in den Gulag deportiert oder ermordet. Hitler erkannte die Annexion der Bukowina nie formell an und die Westmächte schenkten dem Völkerrechtsbruch keine große Aufmerksamkeit. Am 5. September 1940 wurde eine deutsch-sowjetische Vereinbarung über die Umsiedlung der Deutschen aus der Nordbukowina und Bessarabien vereinbart. Der überwiegende Teil der 140.000 Bessarabiendeutschen und Bukowinadeutschen wurde unter dem Motto „Heim ins Reich“ zur Germanisierung im besetzten Polen angesiedelt.

#### Westalliierte
Am 24. August sandte Chamberlain eine mit dem Kabinett abgestimmte Warnung an Hitler persönlich und der Emergency Powers Act wurde im Parlament verabschiedet. Am 25. August 1939 wurde der britisch-polnische Beistandspakt unterzeichnet, der die bereits am 31. März 1939 im britischen Unterhaus abgegebene Garantieerklärung Chamberlains bekräftigte. Diese eindeutige Reaktion überraschte Hitler und er verschob den für den 26. August geplanten Angriff. Nach dem deutschen Überfall erklärten Frankreich und England dem Deutschen Reich am 3. September den Krieg. Kurz darauf folgten Australien, Neuseeland, Indien, Südafrika und Kanada.
Das Verhältnis zur Sowjetunion verschlechterte sich angesichts der sowjetischen Expansion in Osteuropa drastisch. Insbesondere das sowjetische Vorgehen gegen Finnland löste Überlegungen über ein militärisches Vorgehen gegen die Erdölproduktion im Raum Baku aus (Operation Pike). Der erfolgreiche Widerstand der finnischen Streitkräfte veranlasste die Vorbereitungen einer militärischen Unterstützung, die für das Frühjahr 1940 geplant war und die Besetzung von Stützpunkten in Norwegen einschloss. Diese teilweise sehr weit vorangeschrittenen Pläne lösten mittelbar den deutschen Überfall auf Dänemark und Norwegen im April 1940 aus. Erst nach dem Fall Frankreichs im Juni 1940, als Großbritannien allein Deutschland gegenüberstand, wurden konkrete Schritte zu einer Verständigung mit der Sowjetunion eingeleitet, die nach dem deutschen Überfall auf die Sowjetunion zu einem formellen Bündnis der beiden Staaten führten.
Bei vielen Kommunisten in Westeuropa (aber nicht nur bei diesen) löste die Nachricht vom Abschluss des Paktes und der Wende in der sowjetischen Außenpolitik Entsetzen und Verunsicherung aus. Der Kurswechsel der Kommunistischen Internationale, die nun die Kommunistischen Parteien anwies, sich gegen den „imperialistischen“ Krieg zu stellen und alle Bindungen zu sozialistischen und anderen progressiven Parteien zu lösen, verstärkten das Unbehagen, führten zu Kritik, Protesten und zahlreichen Parteiaustritten.
In Frankreich bot der Pakt und der damit verbundene Kurswechsel einen willkommenen Vorwand für die Verfolgung der Kommunistischen Partei Frankreichs (PCF), die am 26. September 1939 in deren Verbot gipfelte. Hatten die Kommunisten zunächst die Kriegsanstrengungen unterstützt und etwa am 2. September in der Nationalversammlung für die Kriegskredite gestimmt, erfolgte nach einer kurzen Phase der Orientierungslosigkeit ab Mitte September die Agitation gegen den Krieg, der als „imperialistischer, ungerechter Krieg, an dem die Bourgeoisie aller kriegsführenden Staaten gleich schuldig“ sei, denunziert wurde. Die PCF verurteilte auch den Schulterschluss mit Großbritannien und den „reaktionären polnischen Obristen“. Der Agitation dienten Flugzettel, Kettenbriefe und eine Untergrundausgabe der Parteizeitung L’Humanité, die unter dem Titel „Les soldats contre la guerre“ verbreitet wurde.
Die tiefe politische Spaltung der französischen Gesellschaft und eine tief verwurzelte pazifistische Strömung verstärkten die Wirkung der defätistischen Kampagne der PCF unter dem Motto: „Mourir pour Dantzig?“ (dt.: Sterben für Danzig?) Aus Furcht vor Unterwanderung und Sabotage wurden drastische Maßnahmen ergriffen, die zu einer zusätzlichen Entfremdung zwischen Regierung und Bevölkerung führten. Zumal sich im weiteren Verlauf des Sitzkrieges die Arbeitsbedingungen, vor allem in der Rüstungsindustrie, zunehmend verschlechterten. Vereinzelte Fälle von Sabotage dienten zur Rechtfertigung einer massiven Repression kommunistischer oder kommunistischer Sympathien verdächtiger Arbeiterinnen und Arbeiter und zur Diskreditierung aller Versuche, eine Verbesserung der Arbeitsbedingungen zu erreichen. Dem tatsächlichen Schwund der Mitgliedschaft der PCF stand ein von den Behörden behaupteter Anstieg von Akten kommunistischer Subversion und Sabotage gegenüber. Als im Mai 1940 der deutsche Angriff erfolgte und die alliierte Streitmacht vernichtende Niederlagen erlitt, mussten die Kommunisten auch als Sündenbock für die Fehler von Regierung und Militär herhalten.

#### Türkei
Die Türkei hatte versucht mit der Sowjetunion, Frankreich und dem Vereinigten Königreich eine Allianz in Südosteuropa zu bilden und war geschockt von dem Vertrag. Der türkische Außenminister Şükrü Saracoğlu reiste noch Ende September nach Moskau, um Stalin doch noch ergebnislos für eine solche südosteuropäische Allianz zu gewinnen. Am 19. Oktober wurde von der Türkei der Dreiparteienvertrag von Ankara mit Frankreich und dem Vereinigten Königreich abgeschlossen. Er schloss auf Wunsch der Türkei, die die guten Beziehungen zur Sowjetunion nicht gefährden wollte, jedwede gemeinsamen Kriegshandlungen gegen die Sowjetunion aus.

#### Japan
1936 hatte Japan mit Deutschland den Antikominternpakt abgeschlossen, der im geheimen Zusatzprotokoll wechselseitig wohlwollende Neutralität im Konfliktfall mit der Sowjetunion vorsah. Japan, das zeitgleich zum Abschluss des deutsch-sowjetischen Nichtangriffsvertrages einen verlustreichen Grenzkonflikt bei Nomonhan mit der Roten Armee ausfocht, sah den Abschluss des Nichtangriffspakt als Verletzung des Antikominternpakt an. Das überraschte Kabinett Hiranuma trat zurück und die Beziehungen zu Deutschland kühlten vorübergehend ab.

## Verschlechterung der Beziehungen
Mit dem Unternehmen Weserübung überfiel und eroberte das Deutsche Reich im April 1940 die neutralen Staaten Dänemark und Norwegen. Der Überfall auf die Niederlande, Belgien und Luxemburg führte im Mai 1940 binnen 18 Tagen zur Kapitulation und Besetzung dieser ebenfalls neutralen Staaten. Stalin gab der Komintern die Direktive, weiterhin Großbritannien und Frankreich als die eigentlichen Kriegstreiber zu verurteilen. Die KP Frankreichs erhielt die Direktive, mit den deutschen Besatzern zu verhandeln, um aus der Illegalität herauszukommen und Sozialdemokraten und andere linke Kräfte auszustechen. Die deutschen Besatzer waren dafür offen, verlangten aber als Gegenleistung, dass die KP Frankreich die Bevölkerung zur Kollaboration aufrief. Im Juni kapitulierte Frankreich. Im Sommer 1940 begann der Siegeszug Hitlers Stalin zu beunruhigen; die Komintern verlangte von den französischen Kommunisten nun den Spagat, die Verhandlungen weiterlaufen zu lassen, aber im Alltag jeden Eindruck einer zu engen Zusammenarbeit mit den Deutschen zu vermeiden. Otto Abetz ließ die Verhandlungen weiterführen, damit die Kollaboration der KP Frankreichs weiterging, er gab intern aber die Direktive aus, dass jederzeit mit einem Ende der Kollaboration gerechnet werden müsste. Wenig später war von einer Zusammenarbeit keine Rede mehr, nun erließ die Besatzungsmacht ein Gesetz das administrative Internierungen erlaubte und eine Verhaftungswelle gegen kommunistische Mandatsträger und Gewerkschaftler in der Region Paris auslöste.
Die schnelle Kapitulation Frankreichs war für Stalin eine böse Überraschung, sie störte das Gleichgewicht der Kräfte und Interessen, wie es 1939 noch bestand. Stalin reagierte darauf, indem er in zunehmendem Maße wieder ideologisch argumentierte. Zudem positionierte er die Komintern wieder als europäisches Zentrum des linken Widerstands gegen Hitler. Dieser blieb in Frankreich jedoch deutlich hinter dem Wirken der Résistance zurück. Einen entschiedenen kommunistischen Widerstand gab es jedoch erst nach dem Ende des deutsch-sowjetischen Bündnisses. Als weitere Reaktion ließ Stalin umgehend die beanspruchten Territorien in Ost- und Südosteuropa besetzen. Im Juni 1940 ließ er die gewählten Regierungen in den baltischen Staaten stürzen, die Sowjetisierungen führten zu weiteren 70.000 politischen Gefangenen in NKWD-Lagern. Am 27. Juni 1940 musste Rumänien die Abtretung Bessarabiens und der Nordbukowina an die Sowjetunion akzeptieren. Wenig später erhielt die Sowjetunion von Großbritannien das Angebot eines Bündnisses gegen Hitler und bot Stalin als Gegenleistung den gesamten Balkan einschließlich der Kontrolle über den Bosporus. Stalin argwöhnte jedoch, dass Großbritannien die Sowjetunion bloß in einen Krieg gegen die Achsenmächte treiben wollte, ohne selbst in größerem Umfang militärisch einzugreifen. Gleichwohl nutzte er die Verhandlungen als Signal an Hitler, dass er Alternativen hatte.

### Gespräche zwischen Hitler und Molotow im November 1940
Mit den Eroberungen und der Achse Rom–Berlin im Rücken hatte Hitler vermeintlich eine bessere Verhandlungsposition als bei den Gesprächen 1939. Gegenüber seinen Generälen erklärte er die Absicht, die Russen nicht nach Europa zu lassen und den Balkan sowie Finnland als gefährdete Flanken sichern zu wollen. Am 10. November 1940 versuchte Hitler, die Sowjetunion zu einem Dreierpakt mit Japan zu bewegen und diesmal gleich die ganze Welt in Interessensphären aufzuteilen. Der Besprechung vorausgegangen war ein längerer Monolog, in dem Hitler Molotow den „nahen Sieg“ über Großbritannien „erläuterte“. Dann versuchte er Molotow die Eroberung Asiens, insbesondere der britischen Kolonie Indien, schmackhaft zu machen. Molotow entging aber nicht, dass die Sowjetunion aus Europa herausgehalten und in einen Krieg mit Großbritannien getrieben werden sollte. Er wollte stattdessen europäische Konflikte ansprechen, insbesondere die deutsche Militärhilfe für Finnland, die dem Hitler-Stalin-Pakt eklatant widersprach – welche Hitler unglaubwürdig abstritt. Ein weiterer Konflikt war die deutsch-italienische Garantie der territorialen Integrität für Rumänien im Zweiten Wiener Schiedsspruch vom August 1940, mit dem der bereits kommunizierte sowjetische Anspruch auf die Südbukowina blockiert wurde.

### Das Endstadium des Pakts
Schon vor dem Scheitern der Gespräche vom November 1940 war Hitler zum Krieg gegen die Sowjetunion entschlossen. Die militärischen Vorbereitungen hatten schon begonnen. Hitler prangerte die erfolgten und angeblich drohenden sowjetischen Expansionen an und konnte dadurch und durch die revisionistisch-nationalen Eigeninteressen Finnlands und Rumäniens diese zuvor durch das Zusatzprotokoll dem sowjetischen Interesse überlassenen Länder zur aktiven Kriegsteilnahme gegen die Sowjetunion verpflichten. Bereits im Sommer 1940 wurden Militäreinheiten aus dem Westen gen Osten und nach Finnland verlegt, was für Moskau bereits da ein Anlass zur Sorge war. Stalin kannte die Kriegsplanungen Hitlers, die Sowjetunion versuchte zu diesem Zeitpunkt nur noch, den Kriegsbeginn zu verzögern. Am 25. November 1940 erklärte sich die Sowjetunion zu einem Viererbündnis bereit, forderte aber den Abzug deutscher Truppen aus Finnland und erhob Ansprüche auf Bulgarien. Dass Hitler damit nicht einverstanden war, wusste Stalin wahrscheinlich. Am 10. Januar 1941 wurde ein weiteres deutsch-sowjetisches Handelsabkommen geschlossen. Parallel versuchte Stalin, durch diplomatische Beziehungen zu Bulgarien, Japan und Jugoslawien die militärische Position zu verbessern. Bulgarien trat jedoch am 1. März dem Dreimächtepakt bei.
Am 5. April 1941 unterzeichnete die nach Jugoslawiens Beitritt zum Dreimächtepakt am 25. März durch einen Staatsstreich kurz danach an die Macht gekommene neue jugoslawische Regierung einen Nichtangriffspakt mit der Sowjetunion; einen Tag später fiel die Wehrmacht aufgrund Hitlers Weisung Nr. 25 vom 27. März 1941 in Jugoslawien ein. Am 13. April 1941 schlossen Japan und die Sowjetunion einen Neutralitätspakt.

### Der Bruch
Mit dem Überfall der Wehrmacht am 22. Juni 1941 brach das von Hitler geführte Deutsche Reich den Nichtangriffspakt, um den lange beabsichtigten – machtpolitisch, wirtschaftlich, kolonial-imperialistisch und rassenideologisch motivierten – Vernichtungskrieg gegen die UdSSR zu führen.
Vor dem Überfall erhielt die sowjetische Regierung Informationen über den Aufmarschplan und das voraussichtliche Datum. Deshalb wurde unter Historikern darüber diskutiert, ob und warum Stalin die vielfältigen Hinweise der westlichen Großmächte, der eigenen Geheimdienste, der ausländischen Kundschafter, Spione und Überläufer anscheinend nicht ernst nahm. So hatte sich Stalin – nach einer lange vertretenen Auffassung – von Hitler perfide täuschen lassen und bis zuletzt gehofft, den Krieg abzuwenden. Nach neueren Auffassungen hatte Stalin das Narrativ des überraschenden Verrats bewusst lanciert, zur Gestaltung des Geschichtsmythos vom „Großen Vaterländischen Krieg“.
Die berechtigte Kritik an Stalin, so resümiert Claudia Weber diese Positionen, müsse bedenken, dass dieser kaum eine andere Option hatte als abzuwarten. Er habe schwerlich befehlen können, auf der Basis von Geheimdienstberichten die Grenze vor der Wehrmacht zu verletzen, da er sonst Hitler die Legitimation für einen als Verteidigung gerechtfertigten Gegenangriff präsentiert hätte. Daher haben die Sowjets die Warnungen zwar zur Kenntnis genommen und alle militärischen Vorbereitungen forciert, was angesichts der Lage der Roten Armee schwierig genug gewesen sei, doch den deutschen Angriff habe Stalin abwarten müssen.

## Nichtigkeitserklärung 1989 und Zerfall der Sowjetunion
Als Vertrag zu Lasten Dritter (res inter alios acta) stießen die deutsch-sowjetischen Vereinbarungen des Vertrages und des Protokolls schon früh auf Verurteilung und Ablehnung. Das Protokoll zerstörte einseitig und völkerrechtswidrig das Nichtangriffspaktsystem beider Vertragspartner in Ostmitteleuropa, war mit dem Kriegsächtungspakt nicht vereinbar und verstieß gegen das Aggressions- und Annexionsverbot. Die Vereinbarungen verletzten die Souveränität, Unabhängigkeit und Unverletzlichkeit Dritter und widersprachen Art. 10 der Völkerbundssatzung, an die die Sowjetunion als Mitglied gebunden war.
Die Existenz des Zusatzprotokolls zum deutsch-sowjetischen Nichtangriffspakt wurde vom Kreml lange geleugnet, dem bewusst war, welcher Sprengsatz für den Zusammenhalt der Sowjetunion damit verbunden war. Auch die Bundesregierung vermied aus Rücksicht auf die Sowjetunion trotz zahlreicher Initiativen aus dem Bundestag jede klare Stellungnahme zum Protokoll. Die baltischen Politiker und die polnische Solidarność drängten in den 1980er Jahren das bundesdeutsche Parlament mit Verweis auf die Prager Verträge zur Nichtigkeit des Münchner Abkommens vergebens zu einer frühen und klaren Annullierung.
Mit der Perestrojka änderte sich die Situation und auf Drängen der baltischen Sowjetrepubliken wurde im Juni 1989 eine Kommission des Volksdeputiertenkongresses zur politischen und juristischen Bewertung des Paktes gebildet. Parallel dazu erstarkten die sezessionistischen Kräfte nicht nur in europäischen, sondern auch in asiatischen Sowjetrepubliken, die von den Bestimmungen des Paktes nicht betroffen waren. In Estland, Lettland und Litauen erreichten die Demokratisierungsbewegungen (Volksfront) ihren Höhepunkt und zum 50. Jahrestag des Paktes bildeten zwei Millionen Balten zum Protest gegen das Zusatzprotokoll eine Menschenkette von 600 Kilometer Länge (Baltischer Weg). Die Anhänger des Status quo, die sich in der Kommission auf eine Bewertung des eigentlichen Paktes beschränken wollten, um Unabhängigkeitsbestrebungen, Territorial- und Minderheitsfragen zu vermeiden, gerieten in die Minderheit und widersprüchliche Gebietsinteressen, ethnische und rechtliche Aspekte wurden beraten. Die Ukraine und Weißrussland fürchteten um ihre territoriale Integrität, und Litauen kämpfte um die Unabhängigkeit bei gleichzeitigem Festhalten an der überwiegend polnisch besiedelten Region im Süden der Republik. Die Einbeziehung Polens als Hauptverlierer des Vertrages wurde daher nach Kräften verhindert und auch die karelische Frage ausgeklammert. Die moldawischen Delegierten spaltete der Transnistrien-Konflikt. Am 24. Dezember 1989 wurde das Zusatzprotokoll vom zweiten Volksdeputiertenkongress unter dem Vorsitz von Michail Gorbatschow für null und nichtig vom Zeitpunkt der Unterzeichnung erklärt. Die Bundesrepublik Deutschland erklärte den Vertrag erst 1990 ex tunc für nichtig.
Damit wurde die Propagandalüge eines freiwilligen Beitritts der baltischen Staaten zur Sowjetunion unhaltbar. Die staatliche Souveränität wurde erfolgreich wieder eingefordert. Polen und Litauen verzichteten teils notgedrungen, teils aus politischer Klugheit auf territoriale Forderungen und da die Westalliierten die Annexion Ostpolens und Bessarabiens hingenommen hatten und die kommunistischen Regierungen Polens und Rumäniens diese unter sowjetischem Druck vertraglich akzeptiert hatten, hielt die internationale Gemeinschaft aus sicherheitspolitischen Gründen und aus Furcht vor endlosen Grenzrevisionen an den 1939 und 1940 festgelegten Grenzen fest. Mit dem Zerfall der Sowjetunion 1990/91 entstanden mit Moldau, Ukraine und Belarus neue Staaten mit diesen Grenzen.

## Politische Bewertungen und Vergangenheitspolitik

### Russland
Das für die sowjetische Seite vorgesehene Original des Geheimen Zusatzprotokolls befand sich Jahrzehnte lang in einem Panzerschrank im Kreml, den nur die Generalsekretäre der KPdSU persönlich öffnen durften. Als Michail Gorbatschow im Dezember 1991 den Kreml für den russischen Präsidenten Boris Jelzin räumen musste, übergab er diesem neben anderen Geheimdokumenten auch dieses Original. Nach der Auflösung der Sowjetunion ließ Jelzin es 1992 veröffentlichen. Auch nach dieser Publikation hielt ein Großteil der russischen Historiker an ihrer Position aus Sowjetzeiten fest. Sie erwähnten die Existenz des Zusatzprotokolls, die Verbindung zur Annexion der baltischen Staaten verschwiegen sie jedoch.
Kurz vor den Gedenkfeiern zum 70. Jahrestag des deutschen Überfalls auf Polen im Jahr 2009 bezeichnete der russische Ministerpräsident Wladimir Putin den Pakt in einem „Brief an die Polen“ zwar als „unmoralisch“. Zudem würdigte er, dass die Polen sich als Erste der nationalsozialistischen Aggression entgegengestellt hätten. Er warf Polen jedoch vor, schon 1934 einen Nichtangriffspakt mit Deutschland geschlossen und sich später zusammen mit Ungarn an der Zerschlagung der Tschechoslowakei durch Deutschland beteiligt und das Olsa-Gebiet besetzt und annektiert zu haben. Außenminister Sergei Lawrow wies den Westalliierten 2009 eine Mitschuld zu und stellte den Vertrag als Folge des Münchner Abkommens dar.
Im November 2014 und im Mai 2015 verteidigte Putin den Ribbentrop-Molotow-Pakt als aus der Perspektive der damaligen sicherheits- und militärpolitischen Erwägungen der UdSSR notwendig. Der US-amerikanische Historiker Timothy Snyder schrieb zu Putins Äußerungen zum Hitler-Stalin-Pakt im Jahre 2014: „Tatsächlich hat erst die Ausrichtung an der extremen europäischen Rechten und gegen den europäischen Mainstream die Rehabilitierung des Hitler-Stalin-Pakts unvermeidlich gemacht – ich habe diese Entwicklung im Mai vorhergesagt.“

### Gedenktag 23. August
Der 23. August wurde auf Initiative der ostmitteleuropäischen Staaten im Jahr 2009 zum europäischen Gedenktag an die Opfer von Stalinismus und Nationalsozialismus erklärt und Kanada folgte mit dem Black Ribbon Day. Während Schweden und die ostmittel- und südeuropäischen Staaten das Datum in ihre nationalen Gedenkkalender aufnahmen, blieb das Datum in Deutschland, Frankreich und Großbritannien wenig beachtet. Der Bundestag beschloss allerdings 2013, dass der 23. August als Europäischer Tag der Erinnerung für die Opfer des Totalitarismus begangen wird.

### Baltikum

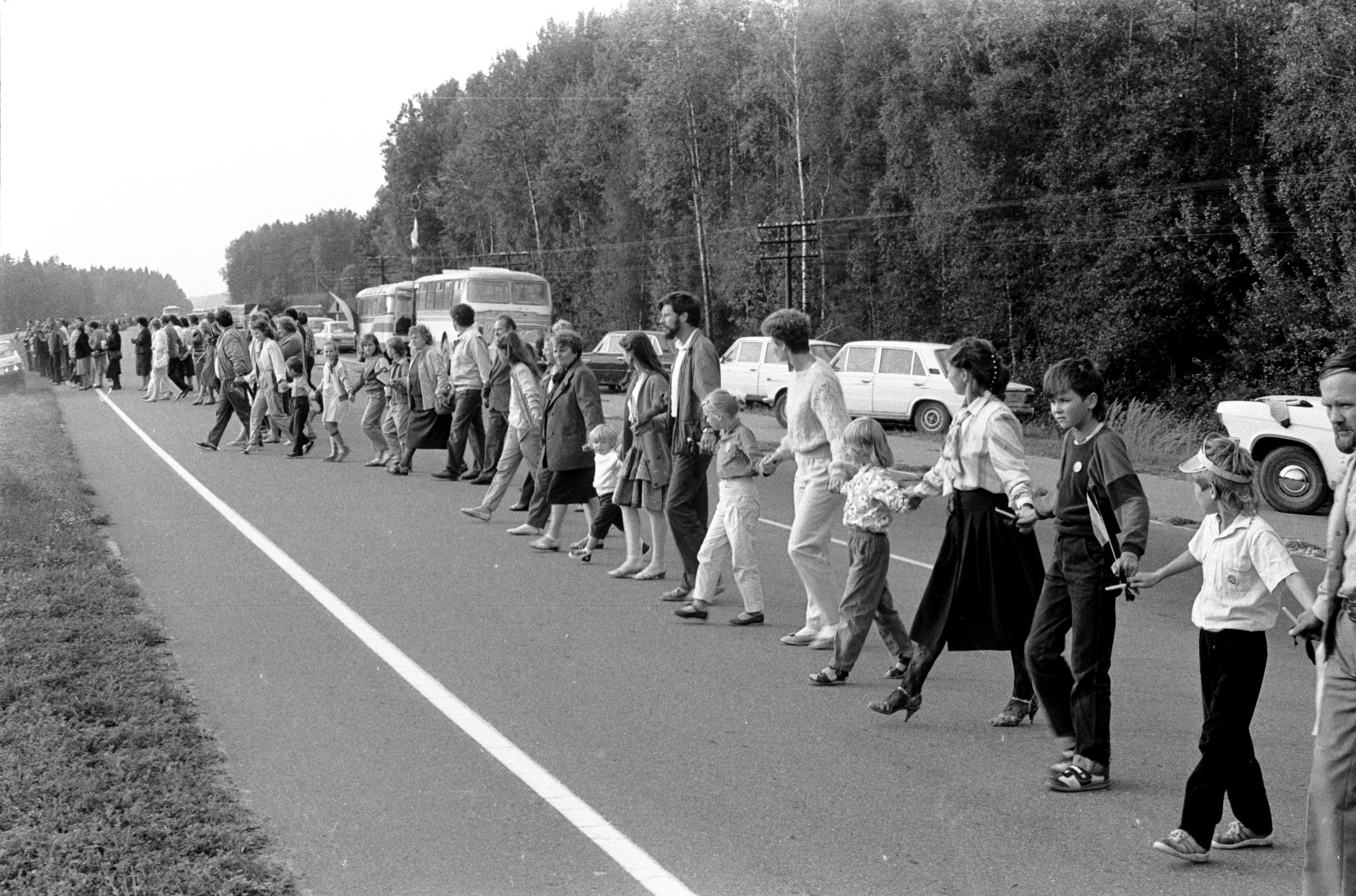
Baltischer Weg, Litauen, 23. August 1989

Für die Veröffentlichung des Vertrages durch die Sowjetunion demonstrierten am 23. August 1988 eine Viertelmillion interessierte Menschen. Am 23. August 1989 bildeten eine Million Demonstranten medienwirksam von Tallinn über Riga nach Vilnius eine 600 km lange Menschenkette (baltische Kette) gegen die sowjetische Herrschaft in den baltischen Staaten.

### Europäische Union
Am 2. April 2009 nahm das Europäische Parlament eine Entschließung „zum Gewissen Europas und zum Totalitarismus“ mit der Forderung an, den 23. August zum gemeinsamen Gedenktag für die Opfer aller totalitären und autoritären Regime zu erklären.
Am 18. September 2019 erwog das Europaparlament in einem gemeinsamen Entschließungsantrag, dass die kommunistische Sowjetunion und das nationalsozialistische Deutsche Reich mit dem Pakt gemeinsam „die Weichen für den Zweiten Weltkrieg stellten“. Diese Ausführungen wurden vom Präsidenten Russlands, Wladimir Putin, scharf kritisiert.

## Filme
- Der Hitler-Stalin-Pakt, Arte-Dokumentation 2018, Regie: Cédric Tourbe